# Environnement aux États-Unis
L'environnement aux États-Unis est l'environnement des États-Unis, à savoir l'ensemble des composants naturels du pays, et l'ensemble des phénomènes et interactions qui s'y déploient. Il est l'objet de réglementations et de politiques, et ce depuis le XIXe siècle. Le premier Parc naturel national au monde a été créé aux États-Unis. Par ailleurs, ce pays a connu, et connait encore au XXIe siècle, un développement économique majeur basé sur l'exploitation des ressources, notamment le pétrole et le gaz naturel. Il est le deuxième pays émetteur de dioxyde de carbone du monde derrière la Chine.
L'empreinte écologique par personne des États-Unis était en 2012 de 8 hag, ce qui est nettement supérieur à la moyenne mondiale (2,6 hag), en raison d'un mode de vie très consommateur en ressources. Il s'agit de la septième plus forte empreinte au monde. La biocapacité par personne n'est que de 3,8 hag, valeur assez forte due à l'étendue du territoire par rapport à la population, mais qui n'empêche pas que les États-Unis soient en fort déficit écologique. Le déficit écologique des États-Unis s'est stabilisé depuis les années 1970.
Les États-Unis possèdent en 2017 les plus importantes réserves de charbon de la planète, estimées à 491 milliards de tonnes, soit 22 à 27 % du total mondial, juste devant la Chine.
L'environnement américain est fragilisé par les actions et les aménagements anthropiques. Il présente à la fois des richesses (hydrocarbures, minerais, bois, etc.) et de nombreux risques pour l'Homme : séismes et volcanisme à l'ouest et en Alaska, ouragans au sud-est, inondations dans le bassin du Mississippi, tornades dans les hautes plaines, etc.
Depuis les années 1970, le gouvernement fédéral met en œuvre des politiques de protection de l'air, de l'eau, des ressources naturelles et de la biodiversité.

## Diversité de l'environnement américain

### Milieux

Les plus grands pays forestiers du monde

Les États-Unis disposent de milieux naturels et de paysages d'une grande variété. Cette diversité s'explique par divers facteurs comme la taille du pays (9,4 millions de km²), son relief ou son extension en latitude.
Les 48 États continentaux sont compris dans la zone climatique tempérée. Le nord de l'Alaska est dans la zone polaire alors qu'Hawaii est au sud du tropique du Cancer.
La grande majorité du territoire américain se trouve dans l'écozone néarctique. L'archipel d'Hawaii appartient à l'écozone océanienne et l'extrémité sud de la Floride à l'écozone néotropique.
Les États-Unis sont le cinquième pays par la superficie des récifs coralliens (3 770 km2). Certains écosystèmes sont uniques au monde, comme les forêts de séquoias géants en Californie et dans l'Oregon. 33 % du territoire américain est couvert par la forêt. Avec 3,03 millions de km² de forêt, le pays est le quatrième du monde. On trouve des forêts tempérées de conifères (littoral atlantique et montagnes de l'ouest), de feuillus et mixtes (intérieur oriental) ; des forêts subtropicales de conifères (sud de la Floride), tropicales (Hawaii) ; des forêts méditerranéennes et des broussailles dans le sud de la Californie) ; des forêts boréales et de la toundra (Alaska) ; de la prairie et de la savane tempérée au centre ; des zones désertiques ou arbustives xérites (Sud-Ouest).
La diversité des milieux naturels américains en images

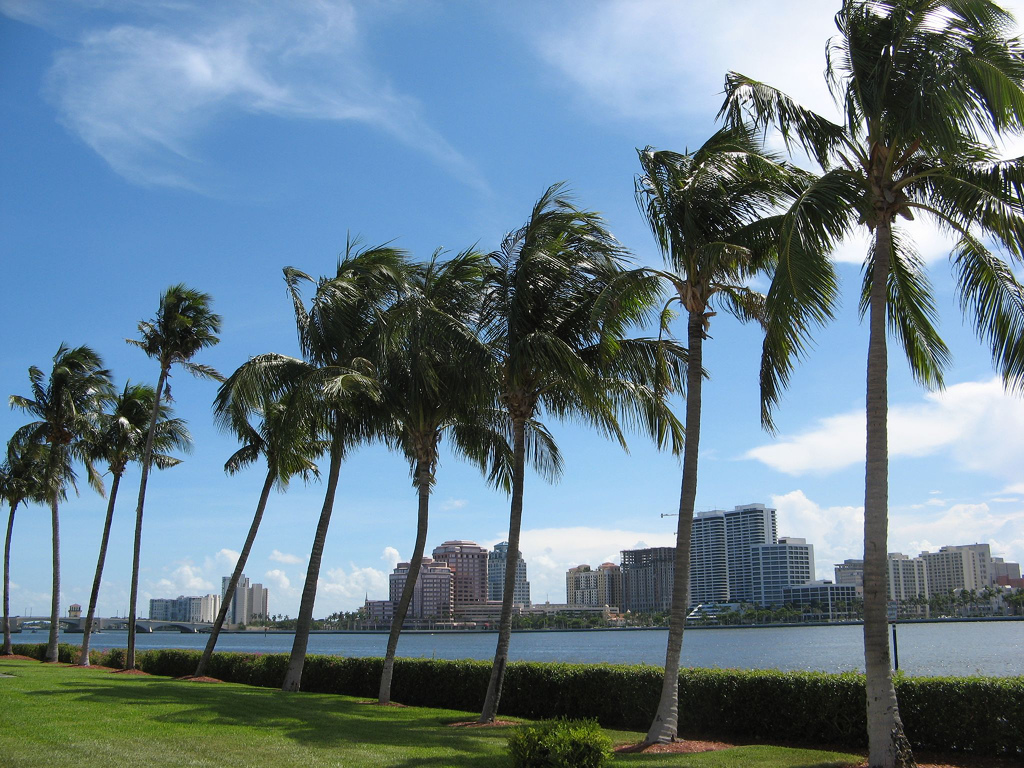
Cocotiers en Floride
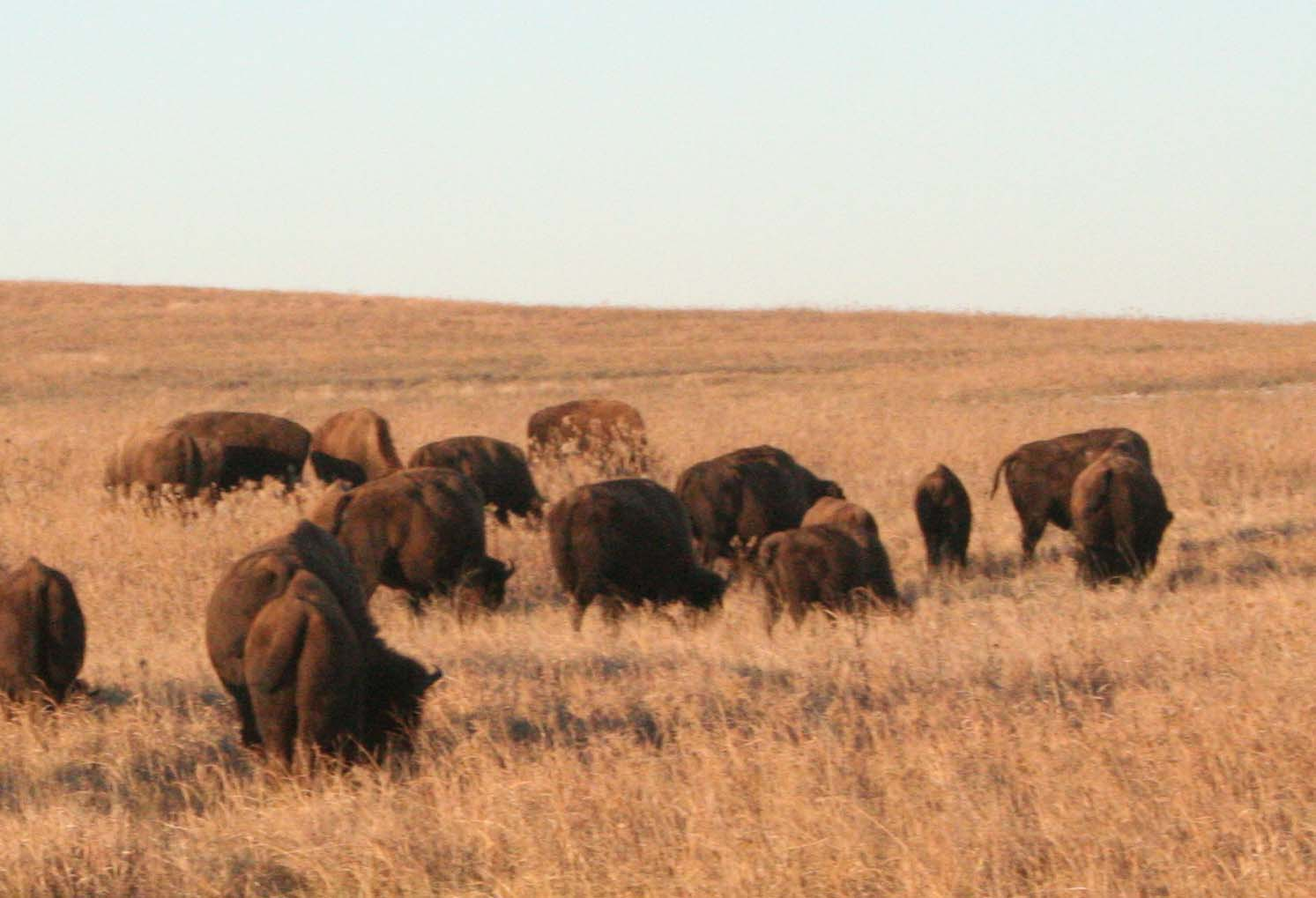
Prairie (Amérique du Nord) (Oklahoma)
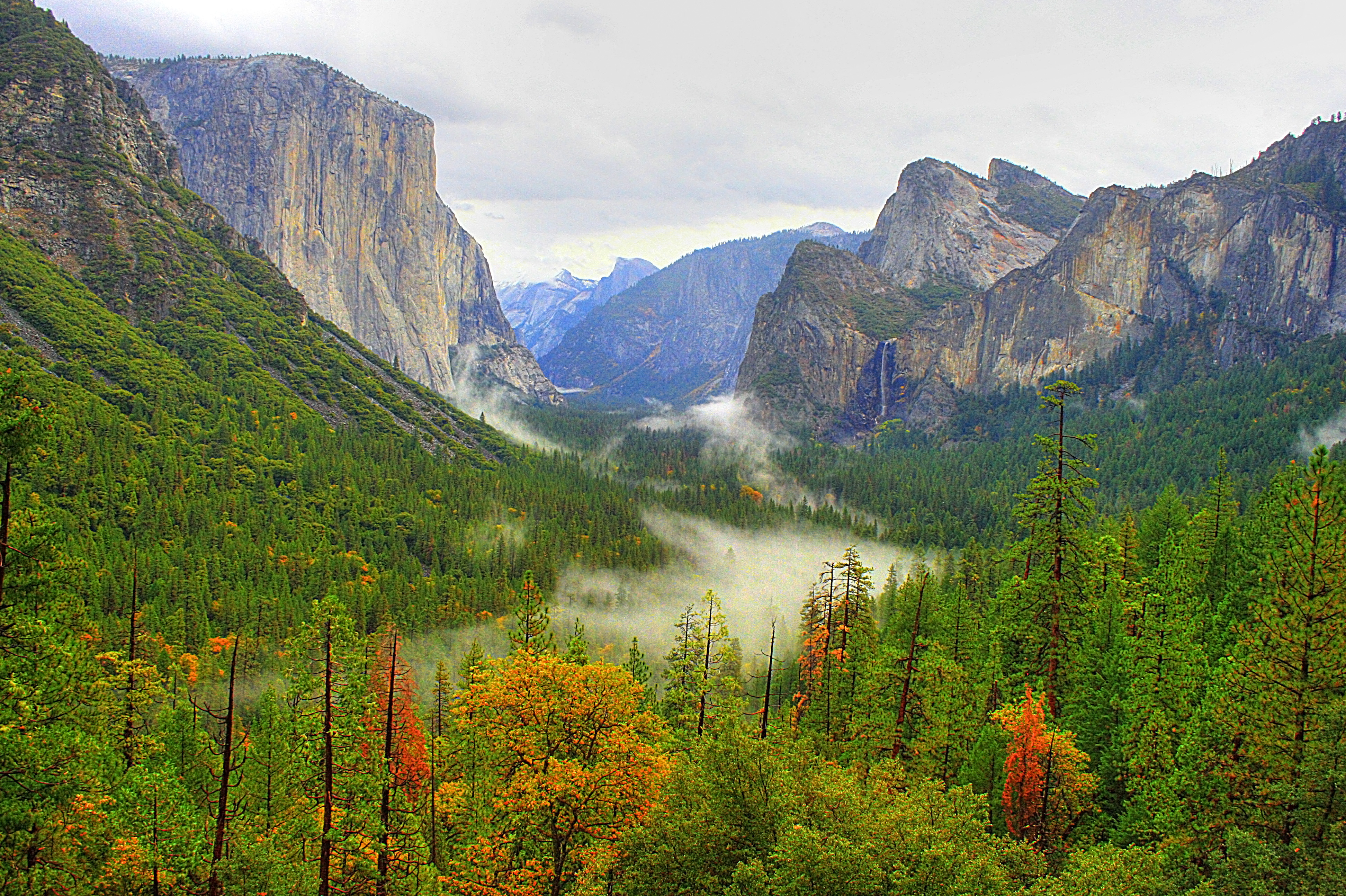
Forêt tempérée de conifères (Californie)
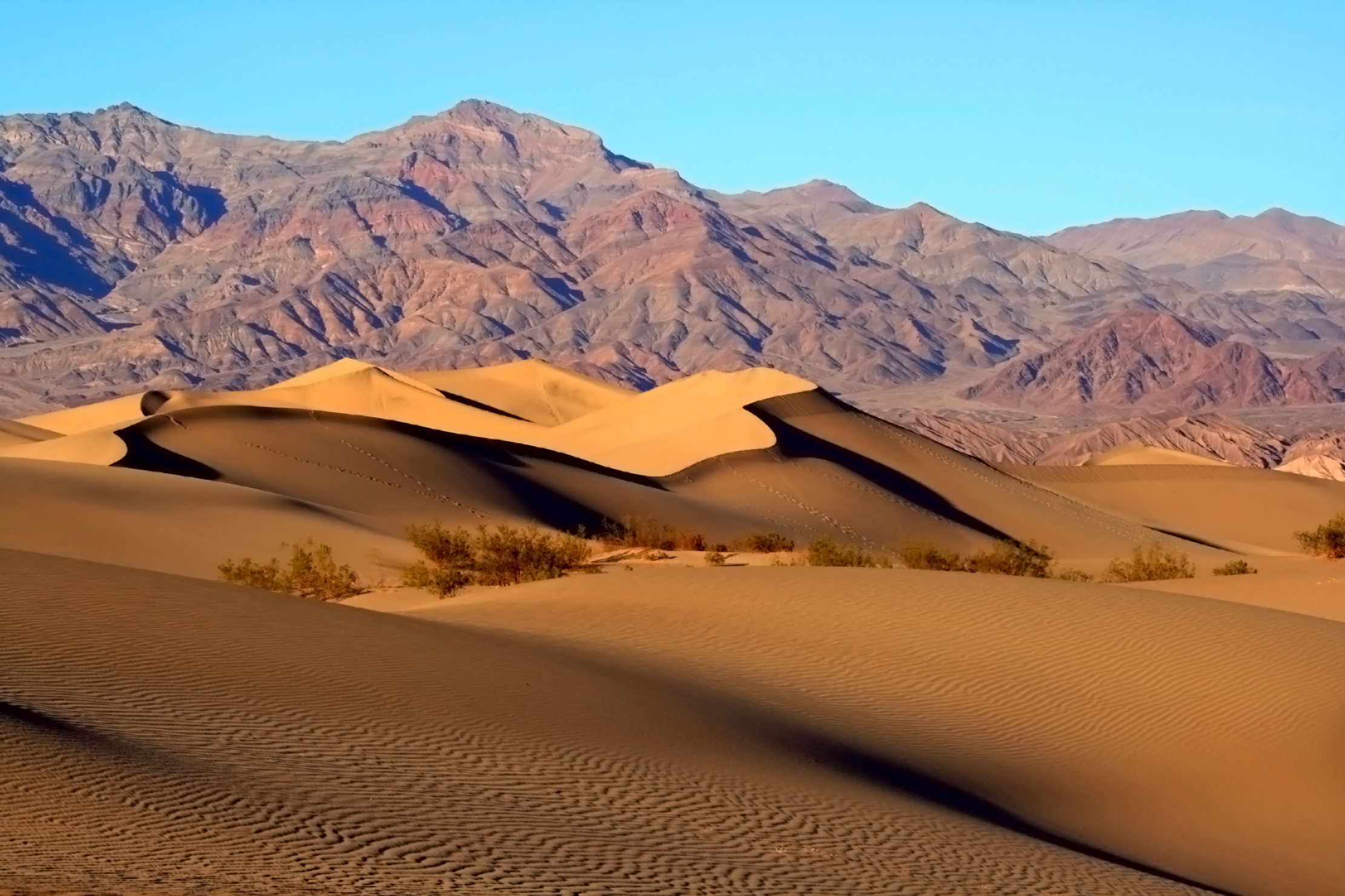
Désert de la Vallée de la Mort (Californie)

Lire les articles :
- Climat aux États-Unis
- Géologie des États-Unis

Cartes pour comprendre l'environnement des États-Unis :

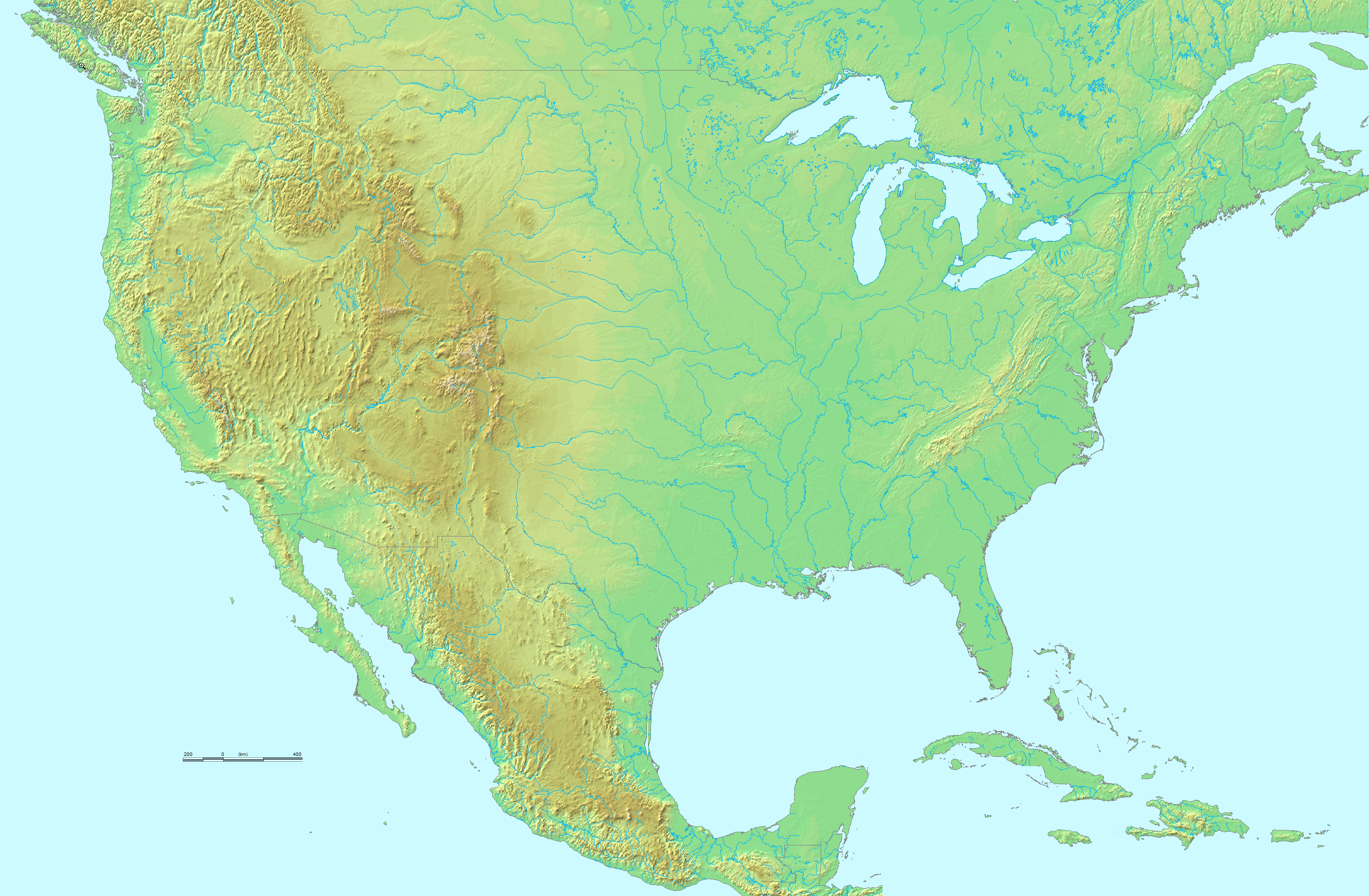
Relief
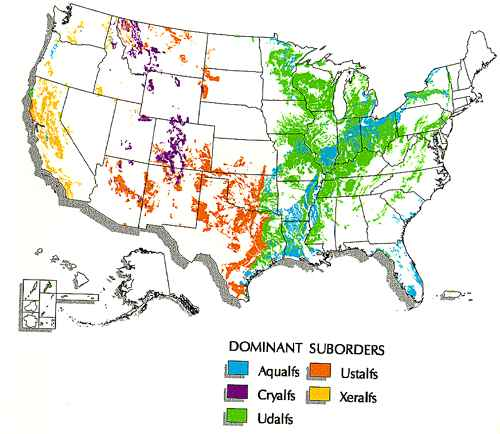
Sols
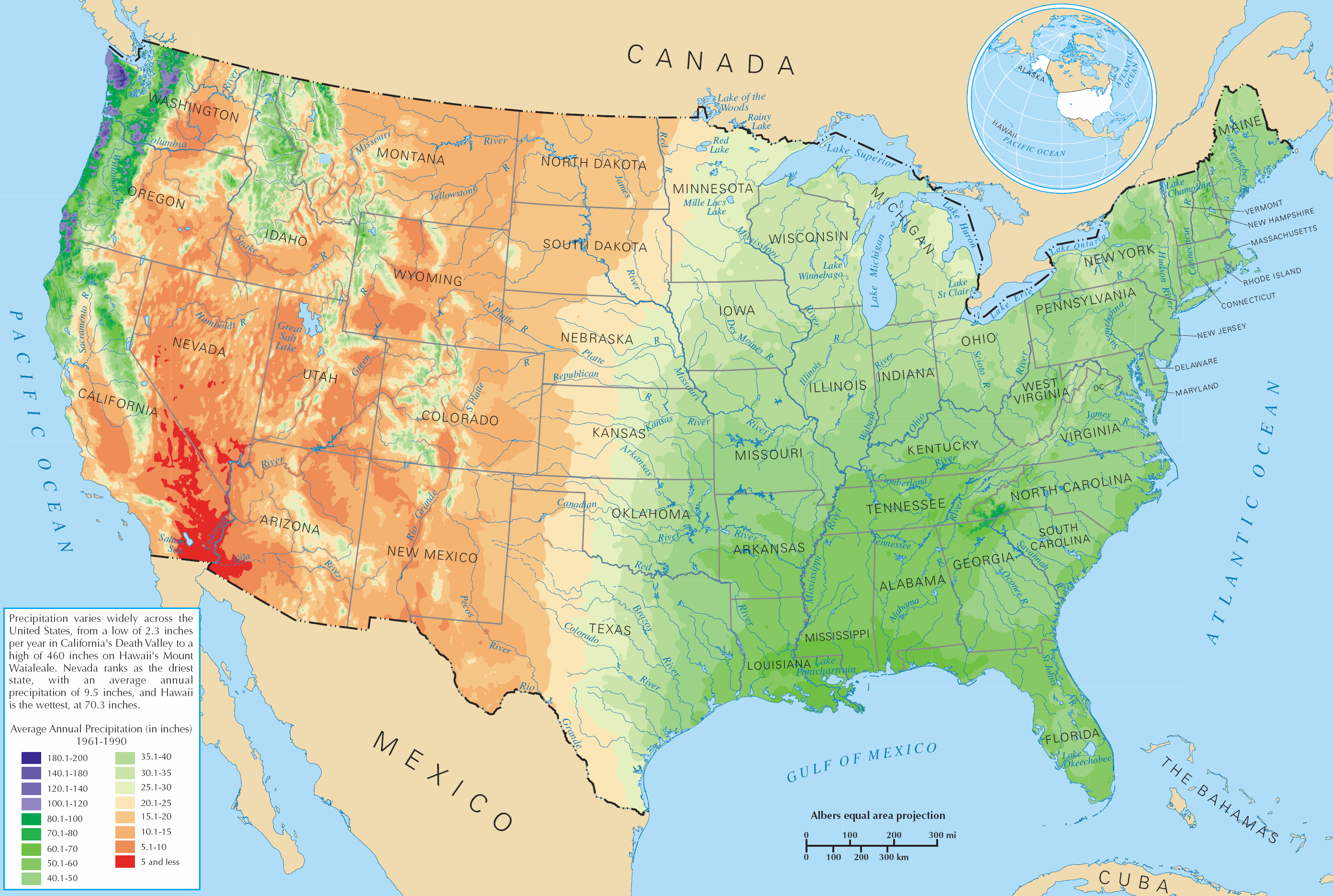
Précipitations
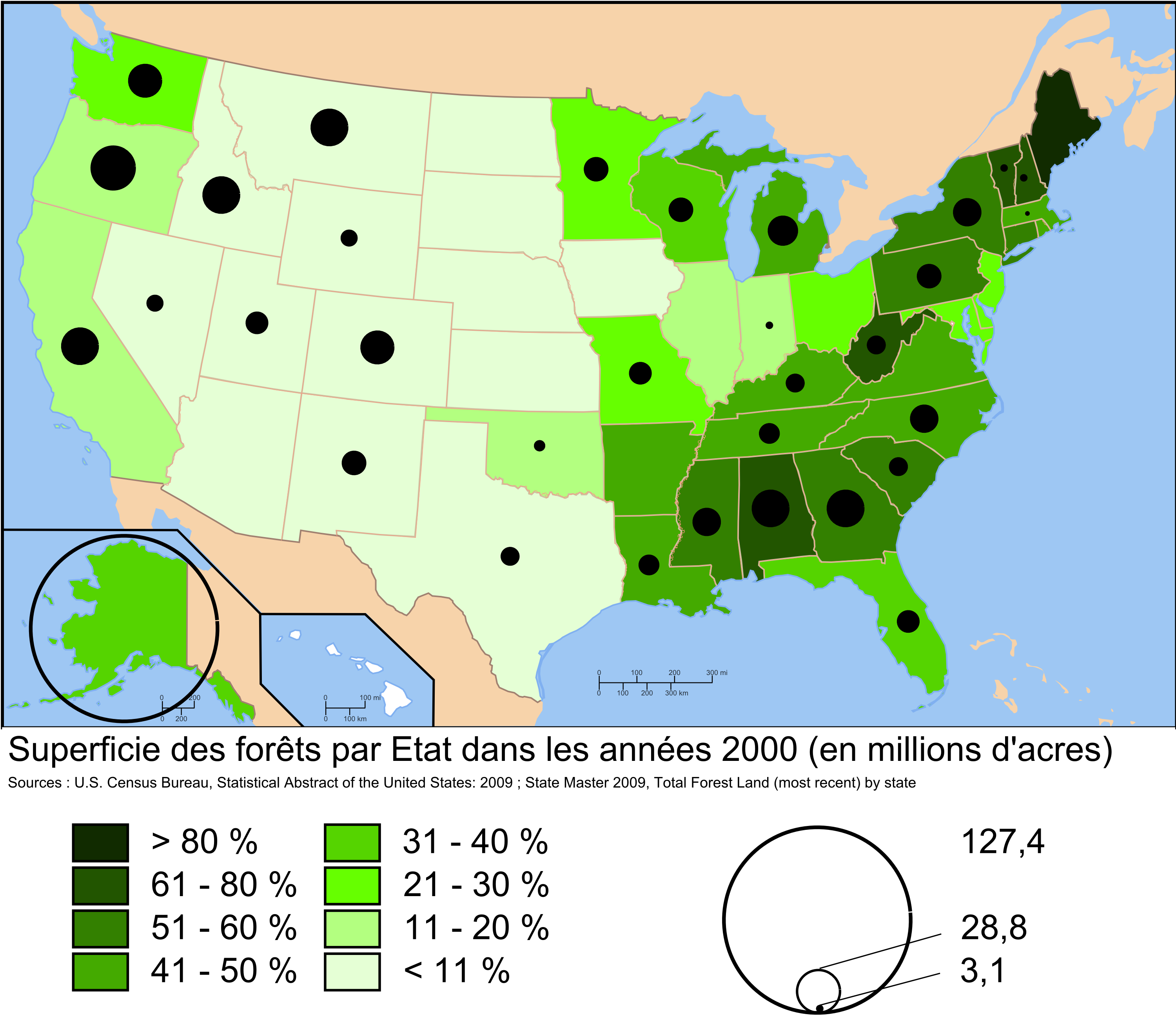
Forêts

### Faune et flore

#### Faune
Les États-Unis abritent de nombreuses espèces endémiques qui ne se trouvent nulle part ailleurs sur Terre.
On recense 428 espèces de mammifères (4e rang mondial) et 287 espèces de reptiles (2e rang mondial).

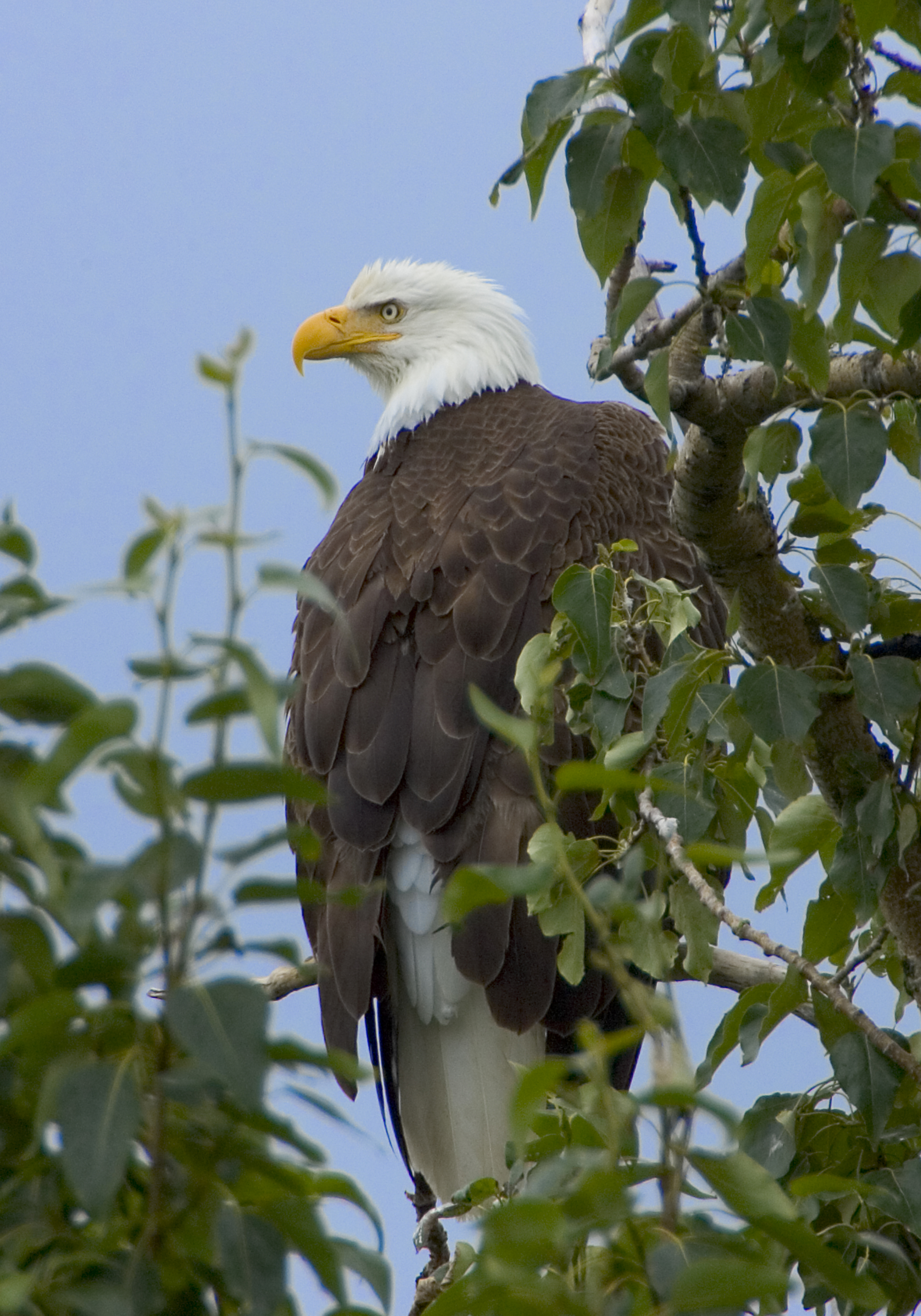
Le pygargue à tête blanche est l'oiseau national des États-Unis.
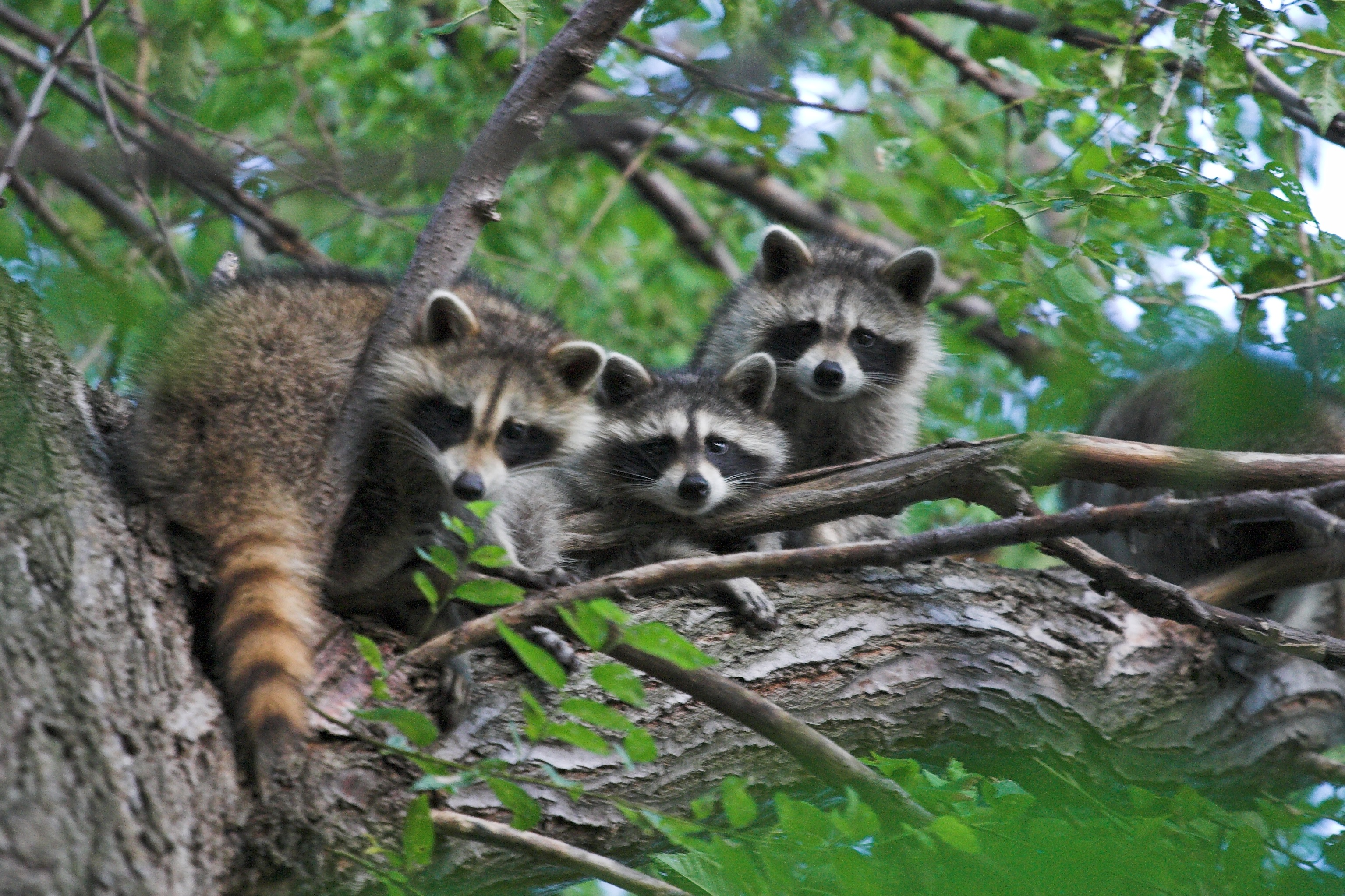
Le raton laveur est répandu dans les 48 États contigus.
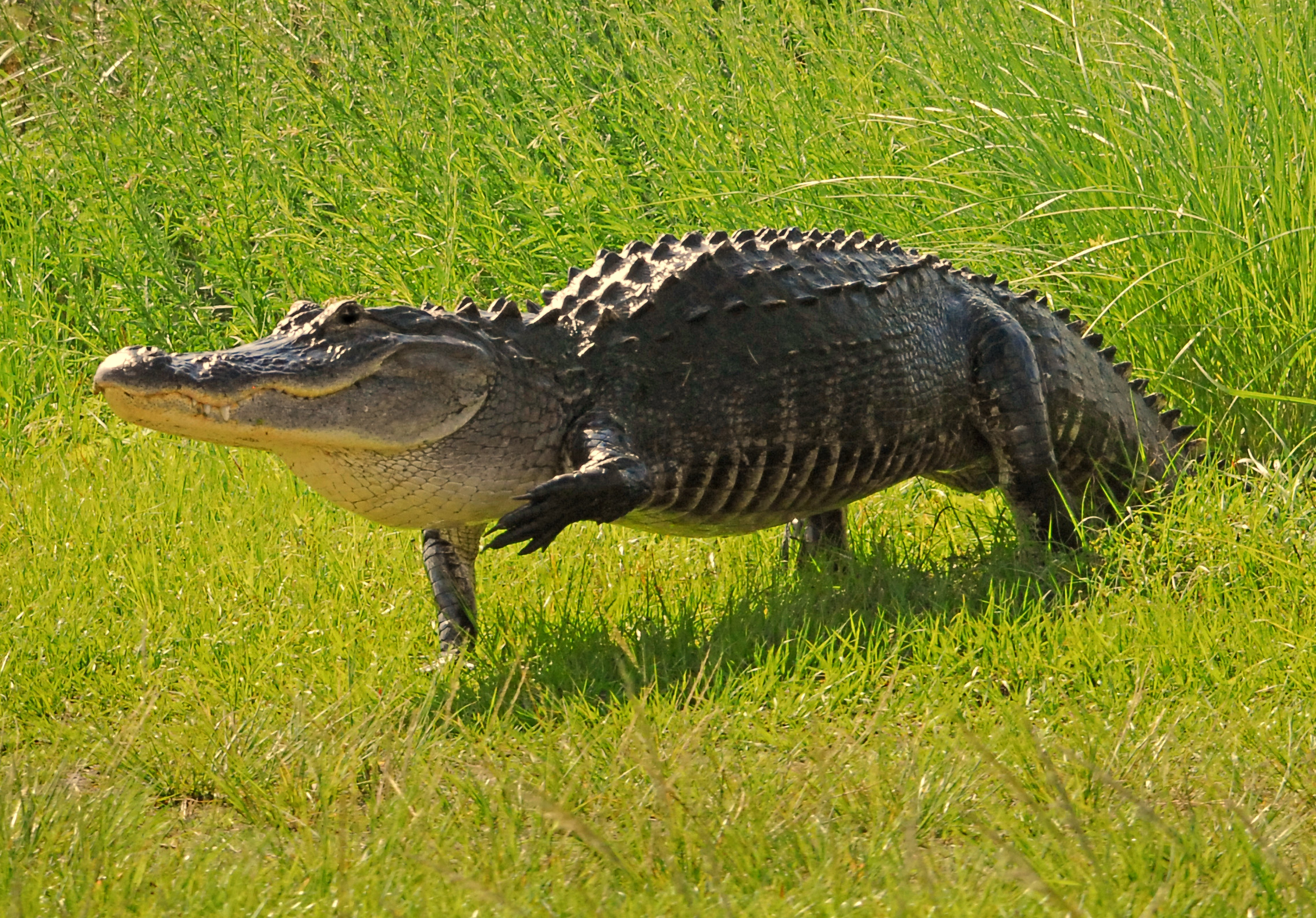
L'alligator américain est endémique à neuf États du sud-est.
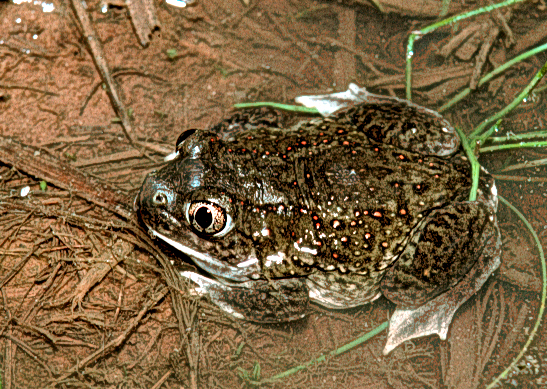
Le crapaud des plaines se répartit au niveau des Grandes Plaines.
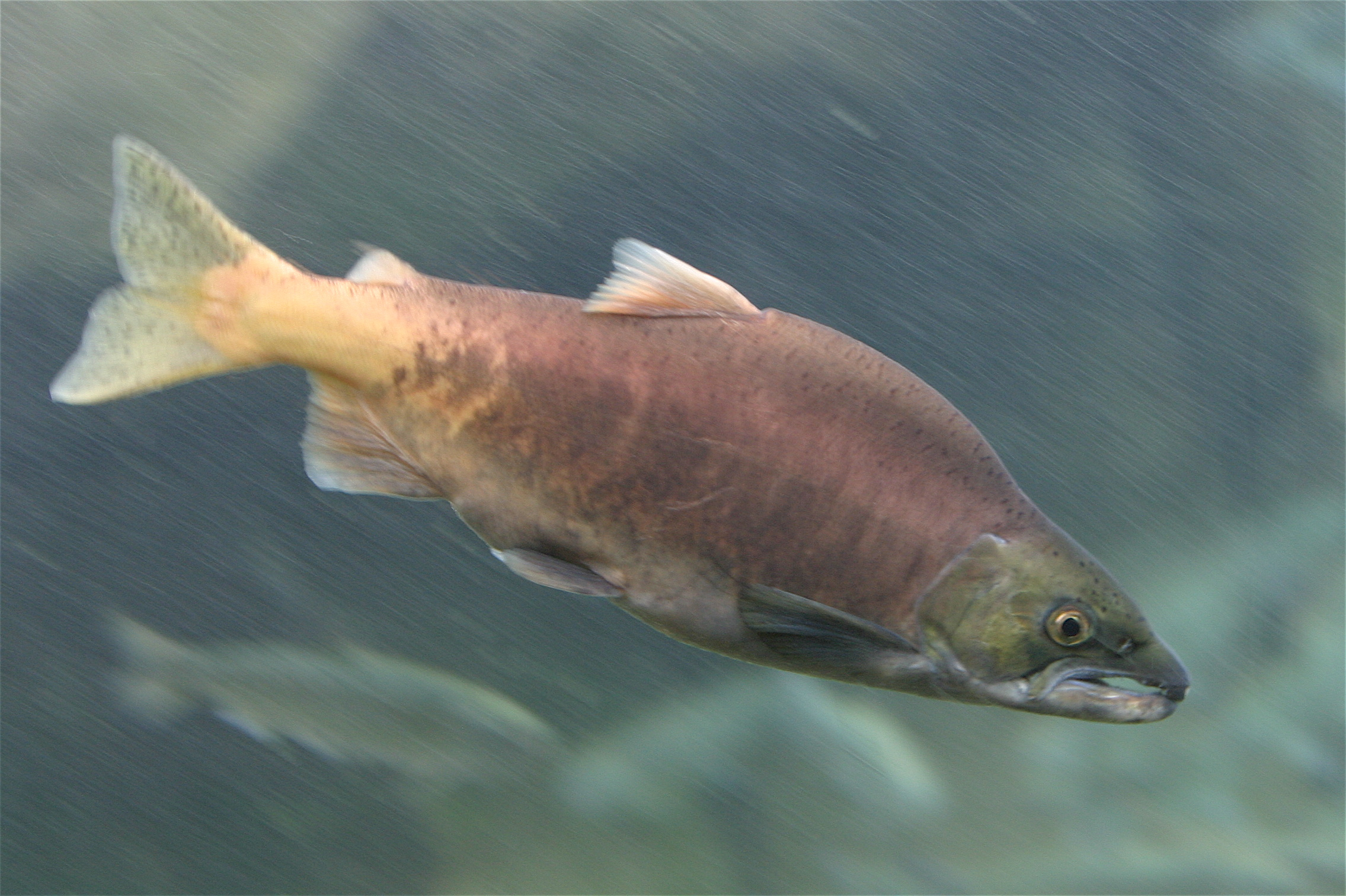
Le saumon rouge est présent dans 11 Etats.

#### Flore
La flore indigène des États-Unis comprend environ 17 000 espèces de plantes vasculaires, ainsi que des dizaines de milliers d'autres espèces d'autres plantes et organismes apparentés aux plantes comme les algues, les lichens et autres champignons et mousses. Environ 3 800 espèces de plantes vasculaires non indigènes supplémentaires sont enregistrées comme établies hors de la culture aux États-Unis, ainsi qu'un nombre beaucoup plus faible de plantes non vasculaires non indigènes et de plantes apparentées. Les États-Unis possèdent l'une des flores tempérées les plus diversifiées au monde, comparable uniquement à celle de la Chine.

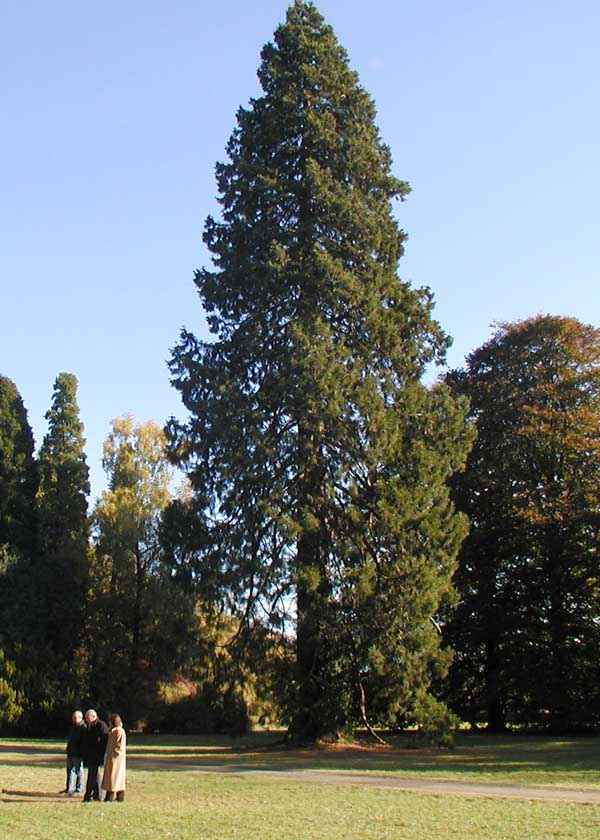
Sequoia
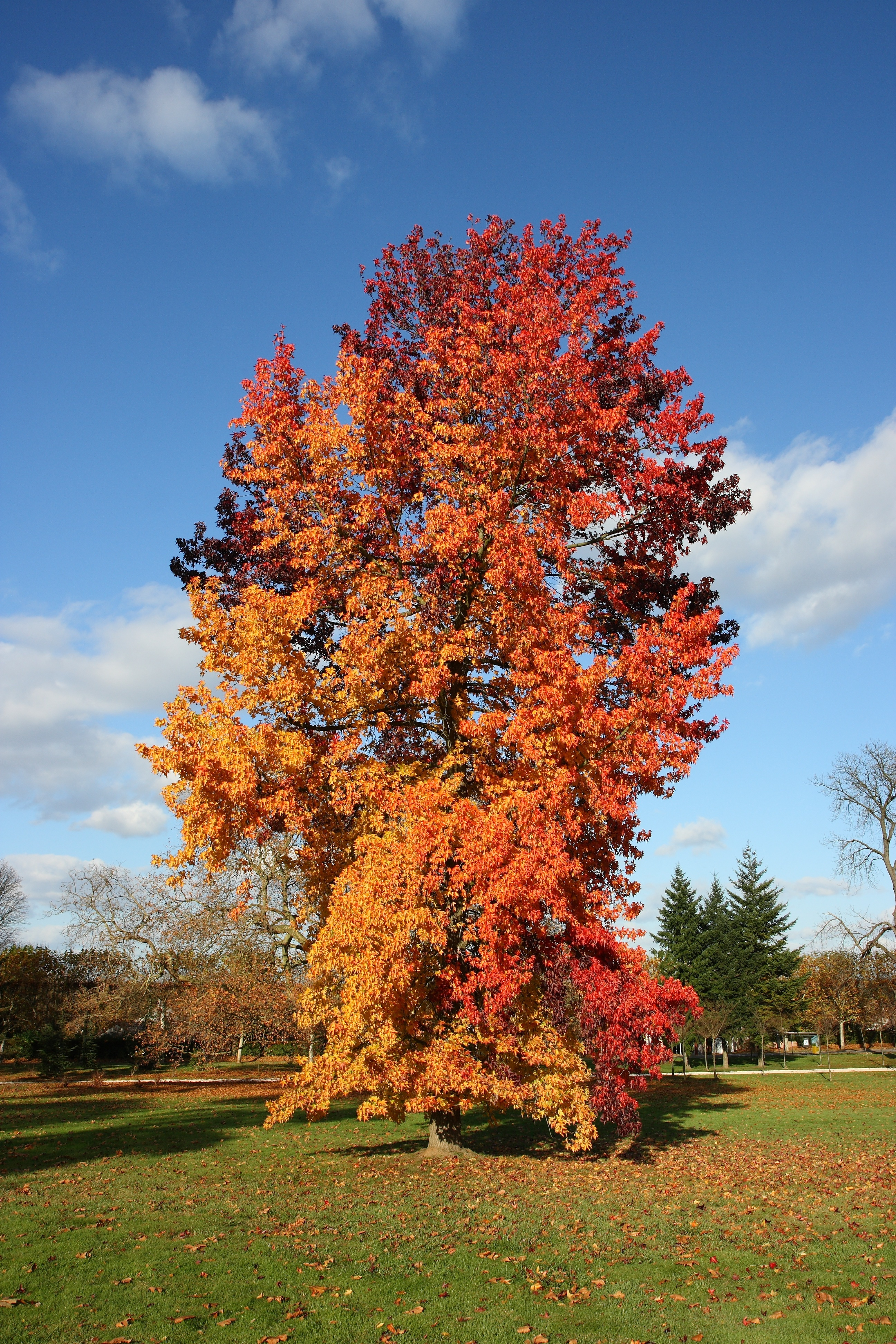
Copalme d'Amérique
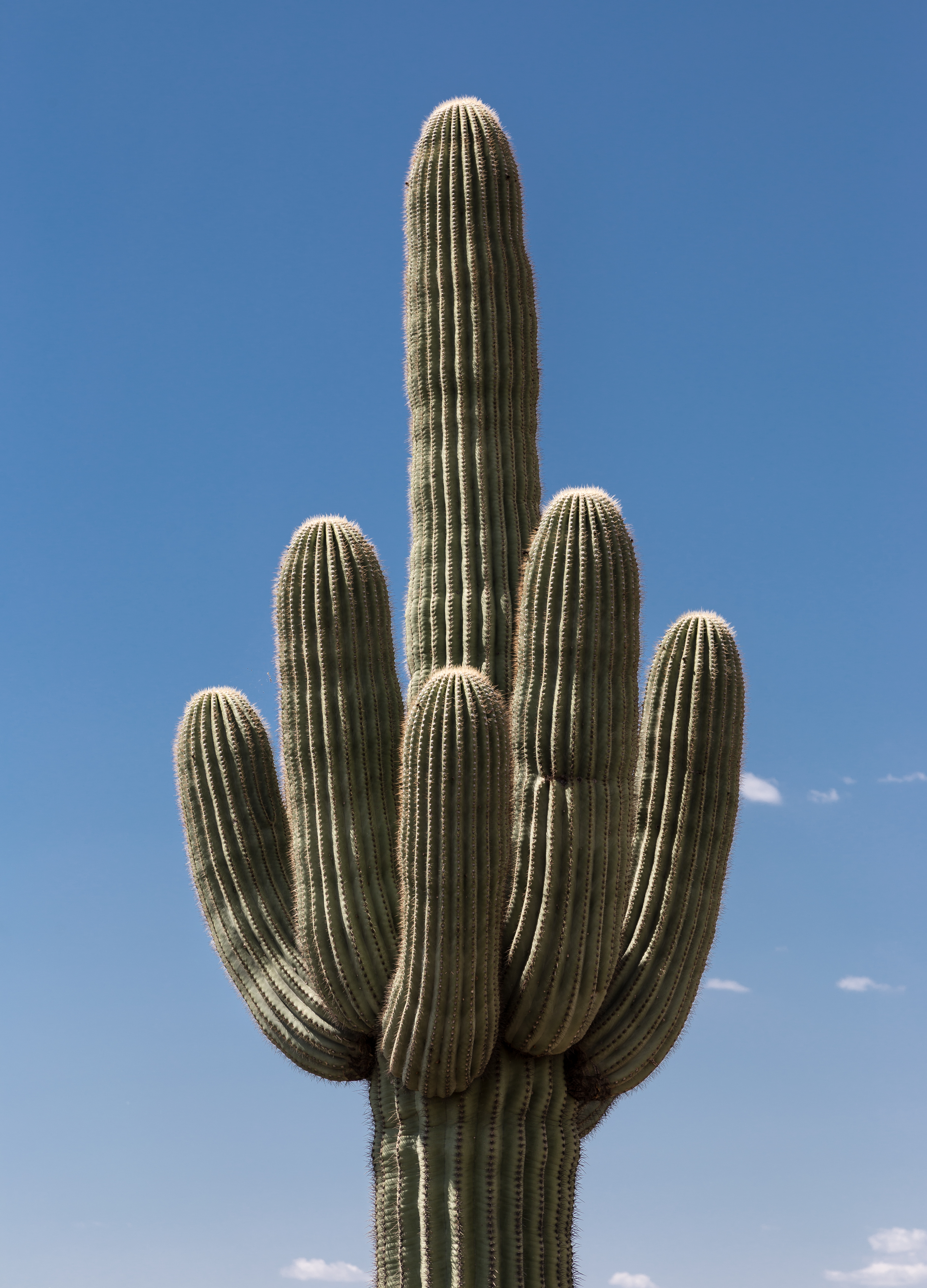
Cactus Saguaro
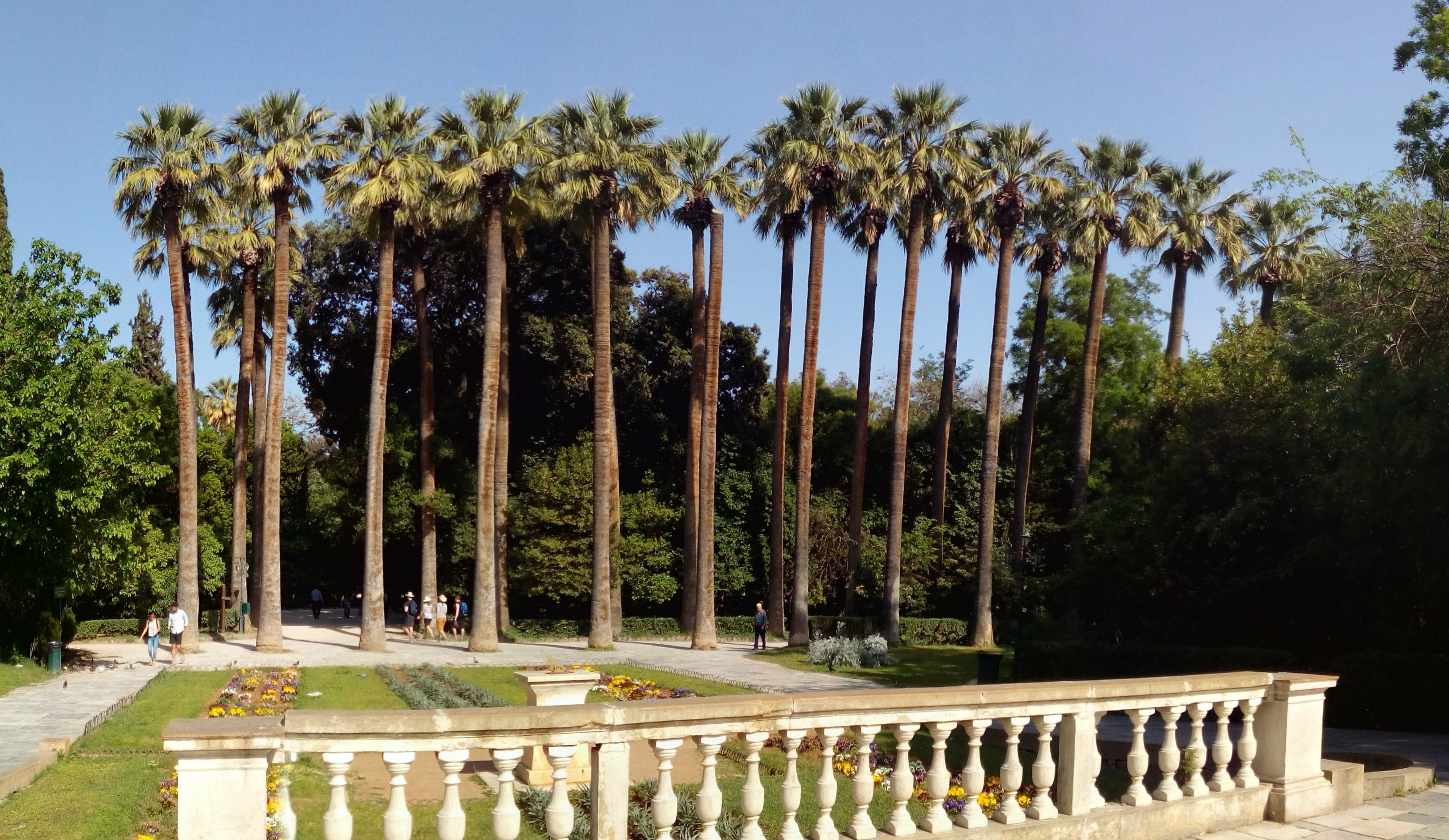
Palmiers de Californie
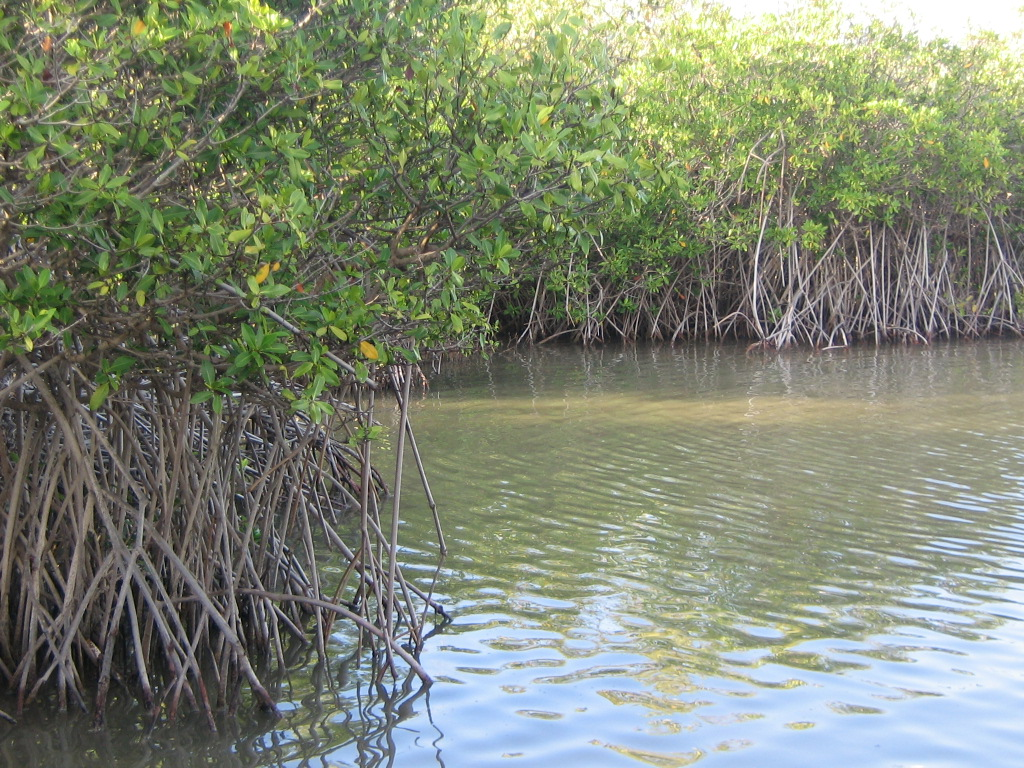
Palétuvier

#### Extinctions et pertes de population
Le puma de l'Est est une espèce éteinte. De nombreuses autres sont menacées d'extinction. 3 milliards d'oiseaux ont disparu en Amérique du Nord en 45 ans, soit une chute spectaculaire de la population globale de 29 % sur 529 espèces d'oiseaux analysées.

#### Espèces nuisibles

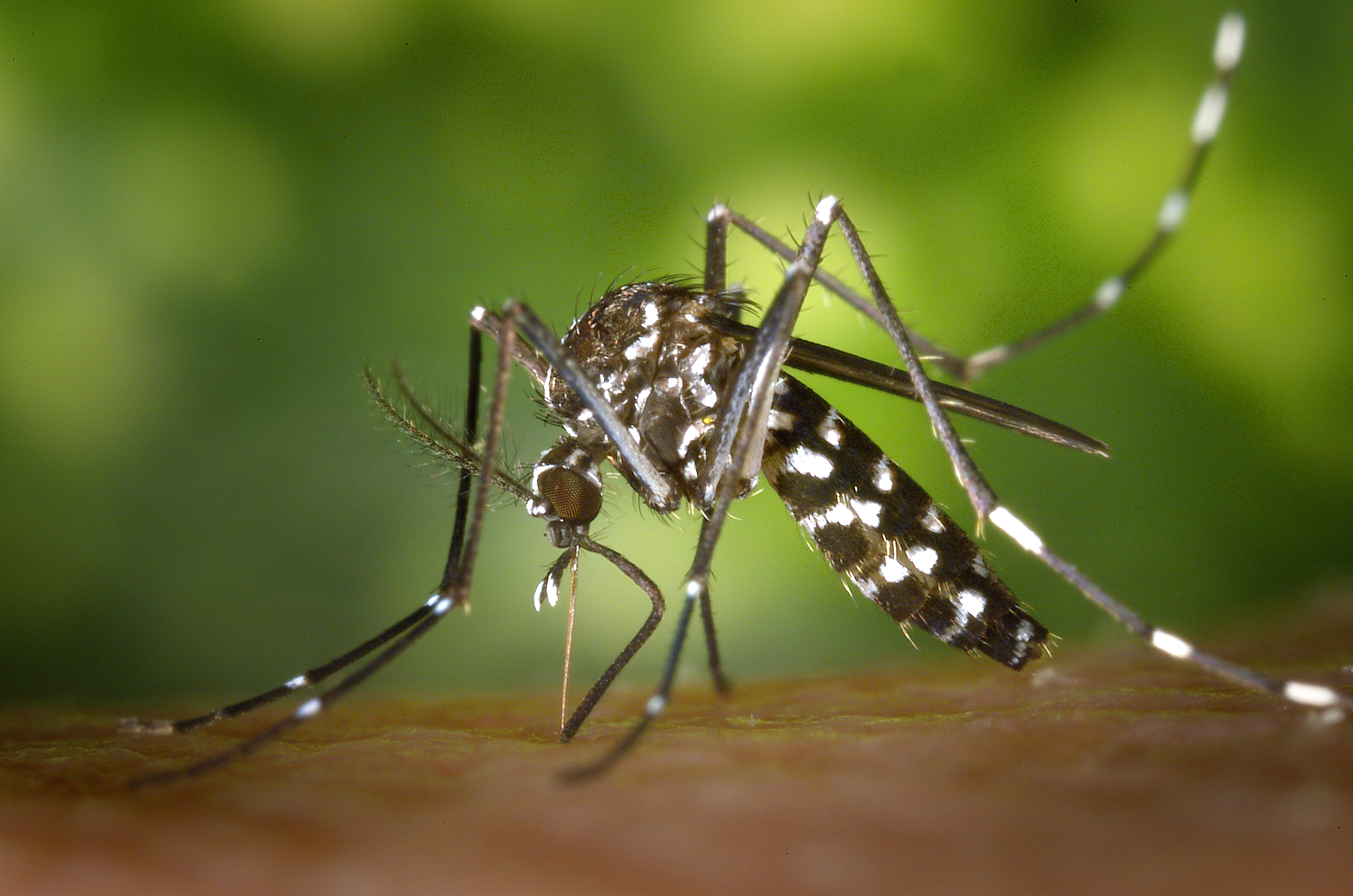
« Moustique-tigre », espèce invasive vecteur de maladies pour l'Homme

Le moustique tigre fut introduit pour la première fois aux États-Unis en 1985 (Texas). C'est un vecteur de maladies important pour l'Homme.
L'abeille africanisée, introduite au Brésil en 1956, a atteint le Texas en 1990 et s'est répandue depuis dans plusieurs États américains. Elle peut chasser les colonies d’abeilles italiennes établies.
La moule zébrée, découverte en 1988 dans le lac Sainte-Claire, près de Détroit, est originaire de la Mer Caspienne, en Asie. Elle s'est rapidement propagée dans le réseau fluvial du centre des Etats-Unis et est devenue un parasite, obstruant les prises d'eau des municipalités, des centrales électriques et d'autres installations industrielles, et modifiant l'eau qu'elle clarifie et les communautés d'organisme qui s'y trouvent.

## Dégradation de l'environnement

### Historique (rôle des Amérindiens)
La recherche historique actuelle tend à montrer que les Amérindiens eurent un impact sur leur environnement. Il semble que les Haudenosaunees pratiquaient des brûlis sur la côte est. Ils utilisaient le feu pour traquer les animaux qu'ils chassaient. Ils essartaient les forêts orientales pour favoriser l'essor de la faune. Certains spécialistes pensent que la Grande Prairie où se nourrisaient les bisons est une création des Amérindiens par brûlage de la forêt.
Pour chasser, les Amérindiens utilisaient des précipices à bisons, en conduisant une partie d'un troupeau à se précipiter du haut d'une falaise. Cette technique provoquait la mort inutile de centaines d'animaux alors qu'une dizaine seulement étaient nécessaires.
L’historien Dan Flores, de l'université du Montana, démontre que les Amérindiens ont joué un rôle décisif dans l’extermination des bisons par la surchasse. L'anthropologue américain Shepard Krech III publie The Ecological Indian : Myth and History en 1999 dans lequel il conteste le stéréotype de l'Amérindien écologiste avant l'heure.

### Exploitation des ressources et impacts
Les États-Unis ont été le premier pays producteur mondial de pétrole pendant plus d'un siècle (jusque 1974), avec un impact sur les paysages et milieux écologiques, sur terre comme sur mer (marées noires dont celle causée par l'Explosion de Deepwater Horizon), et un impact majeur de sa consommation sur l'air (pollution) et le climat (émissions de dioxyde de carbone).
L'exploitation du gaz de schiste a un impact croissant sur l'environnement et les paysages aux États-Unis : environ 500 000 forages et des milliers de puits en 2011 entrainant une artificialisation des sols et une fragmentation écologique, consommation d'eau, émissions et fuites de gaz à effet de serre, contamination d'eaux souterraines...
À la suite de cette exploitation, les États-Unis devraient redevenir premier pays producteur de pétrole en 2014 et restent le premier pays consommateur de pétrole (19,8 % de la consommation mondiale en 2012).
Les entreprises de forage ont utilisé 770 % d’eau supplémentaire par puits entre 2011 et 2016, tandis que les eaux usées toxiques relâchées.ont augmenté de 1 440 %. L'Oklahoma a connu une hausse exponentielle des tremblements de terre depuis le début du boom de la fracturation hydraulique, avec moins de deux séismes par an avant 2009 contre plus de 900 pour la seule année 2015. La moitié des gazoducs et oléoducs en développement dans le monde en 2019 le sont en Amérique du Nord. Pour les États-Unis, ces nouveaux pipelines devraient être à l’origine de 559 millions de tonnes de CO2 par an d’ici à 2040.

### Tourisme
Les États-Unis sont le 3e pays le plus visité au monde, avec près de 80 millions de visiteurs en 2018 (et une baisse durant Pandémie de Covid-19).
Le tourisme a un impact sur les milieux écologiques et les paysages, participe aux émissions de gaz à effet de serre (responsables du dérèglement climatique) - a fortiori les vols long courrier type Paris - New-York -  et aux pollutions (air, sols, eaux), ainsi qu'aux nuisances sonores (avions...).

### Pollutions

#### Changement climatique et pollution de l'air

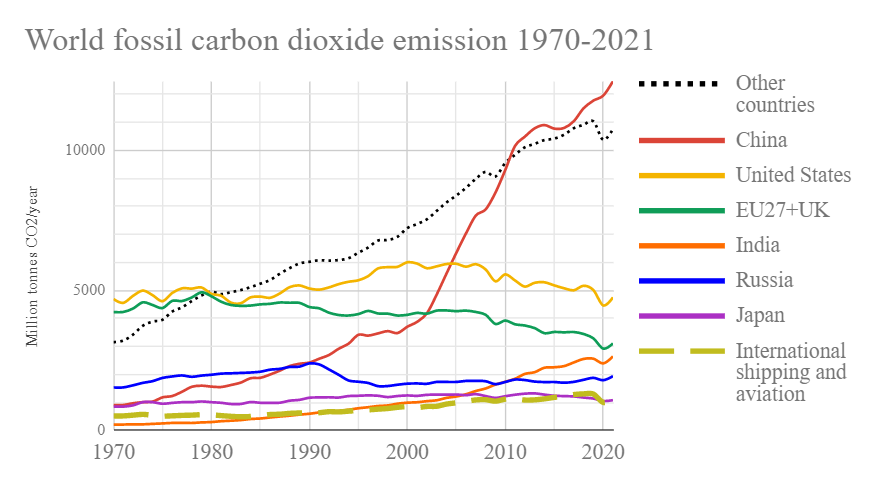
Émissions historiques de dans les six principaux pays et confédérations.

Émissions de CO_{2} par habitant dans quelques pays de 1990 à 2006.

En 2006, avec plus de 5 700 millions de tonnes par an, les États-Unis sont le deuxième pays émetteur de dioxyde de carbone du monde derrière la Chine. Rapporté au nombre d'habitants, les émissions américaines sont de 19,1 tonnes/hab., soit le huitième taux le plus fort du monde.
En 2019, une étude de l’Université Cornell et de l'Environmental Defense Fund indique que les émissions de méthane par les usines d’engrais azotés sont 100 fois supérieures aux chiffres déclarés par les industriels.

#### Déchets
Les États-Unis sont le deuxième pays qui émet le plus de déchets par habitants, avec 810 kg par an et par habitants en 2023 (derrière le Danemark).
- Les États-Unis ont généré 42 millions de tonnes de plastique en 2016, contre 30 millions pour l’ensemble des pays de l'Union européenne, 26 pour l'Inde et 21 millions pour la Chine. Rapporté au nombre d’habitants, un Américain produit ainsi en moyenne environ 130 kilos de déchets plastiques par an, soit huit fois plus qu’un Chinois (15 kilos) et trois fois plus qu’un Français (43 kilos)[25].

#### Pollution par les pesticides
Les pesticides polluent massivement les sols cultivés mais ont aussi été utilisés dans les jardins[réf. souhaitée].

##### Impact des pesticides sur la faune
Le Service américain de la pêche et de la faune sauvage estime que chaque année 72 millions d'oiseaux sont tués par les pesticides aux États-Unis.
Le département de l'Agriculture (USDA) et le Service de la pêche et de la faune sauvage (USFWS) estiment que les agriculteurs américains perdent au moins 200 millions de dollars par an à cause d'une diminution de la pollinisation des cultures due au fait que les traitements des champs cultivés à l'aide de pesticides éliminent environ un cinquième des colonies d'abeilles domestiques et en affectent 15 % de plus.
On estime qu'un tiers des 300 espèces d'insectes les plus nuisibles aux États-Unis étaient à l'origine des ravageurs secondaires et ne sont devenues un problème important qu'à la suite de l'emploi de pesticides.
Entre 1992 et 2014, l’agriculture américaine est devenue près de cinquante fois plus toxique pour les insectes, principalement en raison des nouvelles générations d’insecticides systémiques dits « néonicotinoïdes ».

##### Impact des pesticides sur les milieux aquatiques
Les pesticides polluent tous les cours d'eau et plus de 90 % des puits échantillonnés d'après une étude de l'US Geological Survey.
Des résidus de pesticides ont également été trouvés dans la pluie et dans les eaux souterraines.

#### Impacts de l'agriculture et l'alimentation

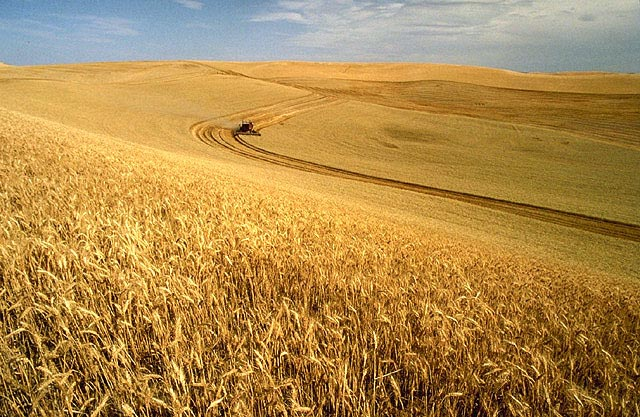
Une moisson dans l’immensité des espaces de monoculture céréalière aux États-Unis

##### Productions
C'est une agriculture intensive sur de grands domaines, qui produit beaucoup de maïs (plus de 20 % de la surface agricole utile), soja (à plus de 90 % OGM), blé, coton et luzerne, avec aussi un élevage important. La majorité de la production agricole se trouve dans les  Grandes Plaines, ainsi que la vallée de San Joaquin (Californie).
En 2004, les États-Unis étaient le 10e producteur mondial dans le secteur de l'aquaculture, principalement derrière des pays asiatiques.
En 2023, un incendie dans un élevage laitier au Texas tue 18 000 bovins et blesse gravement une employée. L’incendie, le plus meurtrier pour des bovins depuis dix ans aux Etats-Unis, interroge le modèle d’élevage américain, fortement industrialisé. A titre comparatif, le cheptel moyen est de 66 vaches par ferme laitière en France.

##### Chasse et pêche
Les États-Unis autorisent en 2019 l'utilisation de pièges très controversés au cyanure de sodium destinés à tuer renards, coyotes et chiens sauvages. Une décision immédiatement condamnée par les défenseurs de l'environnement.

##### Impacts de l'agriculture sur les milieux terrestres
L'agriculture intensive a entrainé une chute de 53 % des populations d'oiseaux dans les plaines agricoles en 48 ans.

##### Impacts de l'agriculture sur les milieux aquatiques
Les trois quarts des produits issus des cultures les plus gourmandes en eau souterraine sont exportés par trois pays : les États-Unis (coton, blé, maïs et soja, vers la Chine, le Japon et le Mexique), le Pakistan (surtout du riz, à destination de l’Iran, de l’Arabie saoudite ou du Bangladesh), et l’Inde (riz et coton, surtout vers la Chine). L'impact est important sur les ressources en eau souterraine, qui sont exploitées plus vite qu'elles ne se renouvellent.

##### Habitudes alimentaires et gaspillage
Les habitants ont en majorité une consommation alimentaire importante et parfois déséquilibrée, pouvant avoir un fort impact environnemental : grandes portions, boissons sucrées, consommation importante de bœuf, de produits laitiers...
Une partie de la population est par ailleurs végétarienne, ou végan, et/ou locavore.

### Problèmes régionaux
- Désertification et pénurie d'eau dans le Sud-Ouest
- La Californie doit faire face à plusieurs défis environnementaux : incendies, sécheresse, pénurie en eau[34]. De 2012 à 2015, plus de 12 millions d'arbres sont morts de la sécheresse de la Californie[35].

### Problèmes urbains
- Congestion
- Pollution atmosphérique
- Gestion des déchets

## Exposition aux risques
Selon le rapport du Groupe d'experts intergouvernemental sur l'évolution du climat (GIEC) paru en 2019, New York pourrait devoir affronter un risque accru d'inondation avec une élévation moyenne du niveau de la mer de 1,3 millimètre par an. La ville pourrait être exposée à des crues de 2,25 mètres tous les cinq ans à compter de 2030 à 2045. Avant l'ère industrielle, une telle inondation se produisait tous les 500 ans en moyenne. Selon, Michael Mann, professeur à la Penn State University : « Les États-Unis ne sont pas prêts à faire face à une élévation d'un mètre du niveau de la mer d'ici 2100. Il suffit de regarder ce qui s'est passé à la suite des ouragans Sandy, Katrina ou à Houston. Ou en Caroline du Nord, Il suffit d'un événement de ce type pour déplacer des centaines de milliers de personnes et détruire des infrastructures gigantesques qui coûtent des milliards de dollars. Nous sommes déjà confrontés à ce problème en raison de l'effet exacerbé des changements climatiques sur les phénomènes météorologiques extrêmes.»

### Risques naturels
Le territoire est exposé à de nombreux risques : séismes et volcanisme à l'ouest et en Alaska, ouragans au sud-est, inondations dans le bassin du Mississippi, tornades dans les hautes plaines, tempêtes de neige au nord, sécheresses, incendies, glissements de terrain...

#### Ouragans
- L’ouragan Katrina, en 2005, est l'un des ouragans les plus puissants de l'histoire des États-Unis[37] et l'un des six ouragans les plus forts jamais enregistrés. Environ 1 836 personnes sont mortes, victimes de l'ouragan et des très fortes inondations.
- L'ouragan Mitch fut le deuxième plus meurtrier[38] et l'un des plus puissants ouragans enregistrés dans le bassin Atlantique, avec des vents atteignant 290 km/h et environ 19 325 victimes.

#### Séismes et tsunamis
- Le Séisme de 1906 à San Francisco et l'incendie qui en résulta, firent environ 3 000 victimes et restent à ce jour parmi les plus grandes catastrophes naturelles ayant touché une grande ville américaine.

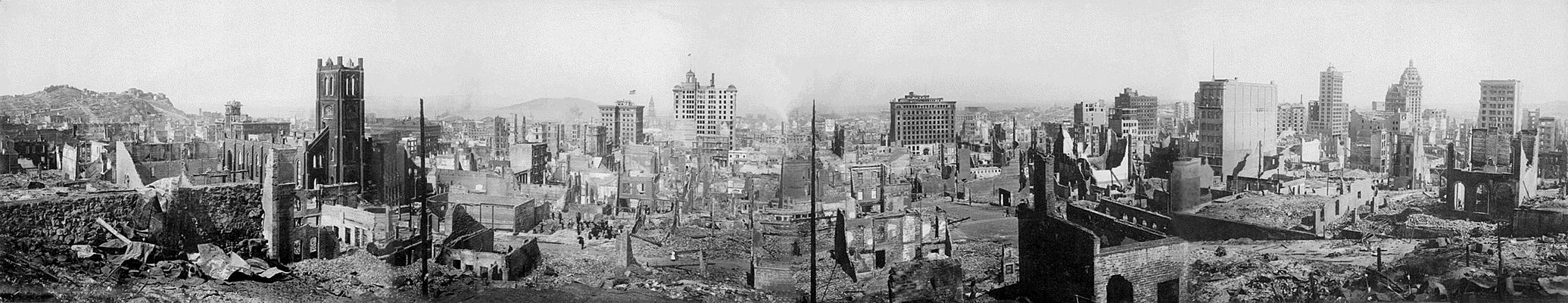
Panorama de San Francisco après le séisme.

- Le séisme de 1964 en Alaska (Good Friday Earthquake en anglais) est un des plus puissants séismes enregistrés sur Terre avec une magnitude 9,2 (entre 9.1 et 9.3) sur l'échelle de Richter. Il a frappé la région d'Anchorage, en Alaska, le vendredi 27 mars 1964 (Vendredi saint, Good Friday en anglais) à 17 h 36, heure locale. Il fit 115 victimes.

### Risques industriels

#### Risque nucléaire
L'installation de centrales nucléaires depuis 1951 expose le territoire au risque nucléaire. La première centrale nucléaire du monde, à avoir produit de l'électricité (puissance de quelques centaines de watts), est l’Experimental Breeder Reactor I (EBR-I), construite au laboratoire national de l'Idaho aux États-Unis. Elle entre en service le 20 décembre 1951.

#### Risque technologique
L'industrie est très développée, à la fois sur terre et sur mer (plateformes pétrolières), avec des installations à risques.

## Développement durable et protection de l'environnement

### Zones protégées
En 2009, le pays compte 58 parcs nationaux dans des milieux naturels très variés. Il existe par ailleurs 380 parcs et monuments nationaux qui accueillent au total 380 millions de visiteurs par an. Avec 229 aires marines protégées, les États-Unis occupent le premier rang mondial dans ce domaine.

### Historique

#### XIXesiècle

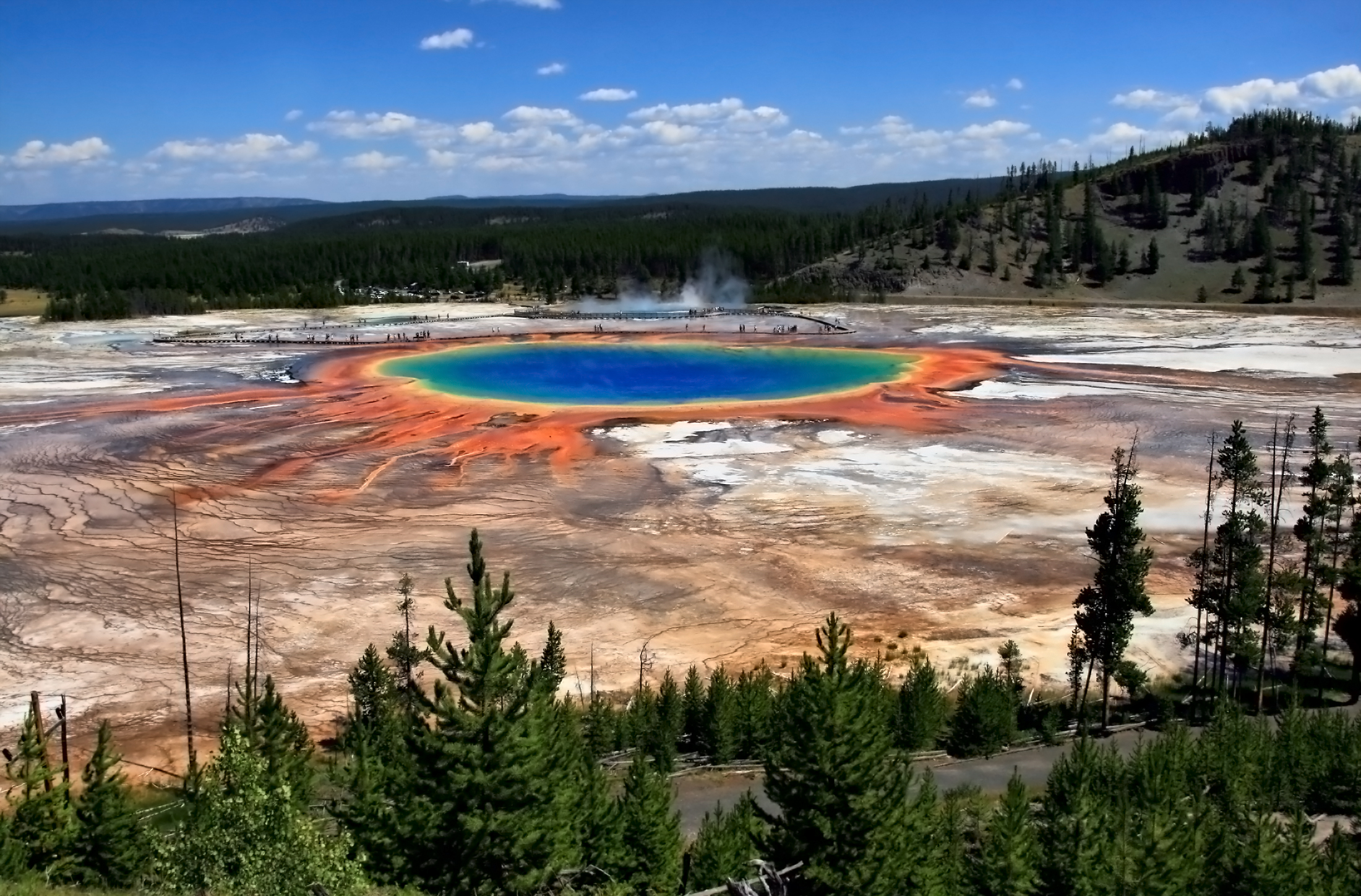
Le parc du Yellowstone

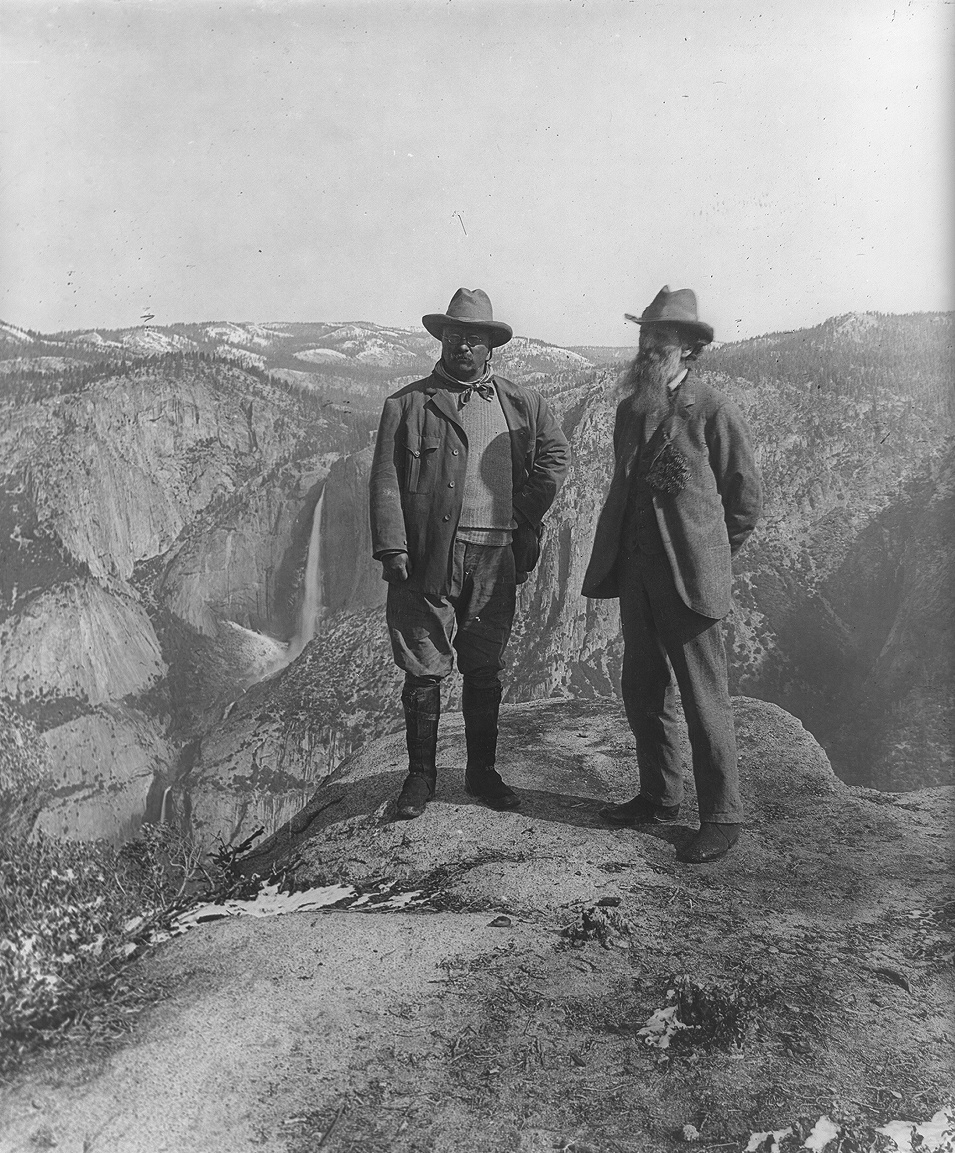
Le président américain Theodore Roosevelt et John Muir dans le parc national de Yosemite (1906)

C'est au XIXe siècle qu'apparaît la préoccupation environnementaliste aux États-Unis. Plusieurs personnalités américaines réfléchissent sur la nécessité de protéger la Nature : les essayistes et poètes Ralph Waldo Emerson et Henry David Thoreau, défendent l'idée que la Nature a une raison d'être, au-delà des gains économiques. La Nature est un temple où l'Homme peut communier et communiquer avec Dieu. Cette conception s'inscrit dans le courant littéraire et philosophique du transcendantalisme. Un autre Américain, John Muir (1838-1914) défend l'éthique préservationniste, selon laquelle la beauté de la Nature stimule les sentiments religieux et favorise les expériences spirituelles. Il voit également dans les communautés biologiques, des ensembles d'espèces évoluant ensemble et dépendant les unes des autres. Ces communautés, superorganismes, annoncent l'hypothèse Gaia développée plus tard par Lovelock (1988). En 1892, Muir et ses disciples créent le Sierra Club destiné dans un premier temps à protéger le Yosemite. Il encourage la création d’autres réserves naturelles aux États-Unis si bien qu'il est aujourd'hui reconnu comme le « Père du système des parcs nationaux ». L'Américain Gifford Pinchot (1865-1946), au début du XXe siècle développe une éthique de la conservation des ressources qui repose sur la philosophie utilitaire. Pour lui, la Nature est un assortiment de choses définies par leur utilité ou leur caractère nuisible. Il défend la répartition des ressources entre tous les utilisateurs, actuels et futurs (une première approche du développement durable) en évitant le gaspillage. Cependant, il ne prend pas en compte les coûts des dégradations de l'environnement et de l'érosion des ressources.
En 1872, le Yellowstone devient le premier parc national naturel du monde. En 1887, le gouvernement crée le Forest Bureau au sein du département de l'Agriculture. Plus tard, John Muir convainc le congrès américain de créer le parc national de Yosemite. En 1891, sept millions d'hectares sont déjà préservés et le président peut classer des zones en forest reserve qui deviendront plus tard les national forest. En 1890, la « Frontière » est officiellement fermée et le Yosemite Act reconnaît le besoin de protéger les espaces naturels, en particulier à l'Ouest.
Le 14 mars 1903, le président américain Theodore Roosevelt créa la première réserve naturelle ornithologique sur Pelican Island en Floride. Le Service des forêts des États-Unis est créé en 1905 et emploie aujourd'hui près de 30 000 personnes. Dès 1909, plus de 170 000 km² de forêts, 53 réserves naturelles et 18 zones d’intérêt particulier, notamment le Grand Canyon du Colorado, avaient été ainsi placés sous la tutelle des pouvoirs publics.

#### XXesiècle
Theodore Roosevelt est le premier président réellement préoccupé par la préservation des espaces naturels et de la faune. Il crée les bases du système de parcs nationaux, de monuments nationaux et de forêts nationales ainsi que les réserves naturelles en faisant passer les terrains sous contrôle fédéral. De même, en 1902, le National Reclamation Act (ou Newlands Act) donne au gouvernement fédéral l'autorité suprême pour la construction de barrages ou pour les projets d’irrigation. Une nouvelle agence fédérale, le Reclamation Service, est créée et collabore avec les scientifiques. La gestion de l’eau passe sous contrôle fédéral, notamment dans la partie ouest du territoire. Sous ses mandats présidentiels sont créés les parcs de Crater Lake, Wind Cave et Mesa Verde. Mais il faut attendre 1916 pour voir la fondation officielle du National Park Service (NPS).
Le Civilian Conservation Corps est un programme du New Deal (1933) décidé par le président des États-Unis Franklin D. Roosevelt. Grâce à des travaux de reboisement, de lutte contre l'érosion et les inondations, ce programme financé par des bons du Trésor permit l'embauche de milliers de jeunes chômeurs dans tout le pays. L'United States Fish and Wildlife Service est fondé en 1940.
Les années 1970 marquent un tournant dans la prise de conscience en faveur de la protection de l'environnement aux États-Unis. Rachel Carson, scientifique américaine, publie en 1962 Printemps silencieux, un livre alarmant sur l'impact des pesticides sur l'environnement ; le succès et la prise de conscience sont internationaux. L’œuvre participe à la naissance du mouvement écologiste. La loi sur la protection de la nature est votée en 1964 et protège plus de 3,6 millions d'hectare,. Dès 1970, l’Agence de protection de l'environnement des États-Unis est fondée et le jour de la Terre est institué. En 1971, une publicité de la compagnie Keep America Beautiful Inc. expose sur d'immenses affiches le visage d'un Amérindien qui pleure, accompagné du slogan : Pollution : it's a crying shame (La pollution :
c'est honteux à pleurer). En 1972, une équipe du Massachusetts Institute of Technology dirigée par Dennis H. Meadows remet au Club de Rome un rapport alarmant intitulé The Limits to Growth (titre en français : Halte à la croissance ? ou « rapport Meadows »). Ce rapport évoque la croissance zéro comme remède à l'épuisement des ressources naturelles. Le Président Jimmy Carter porte des actions significatives pour l'environnement, protégeant des millions d'hectares en Alaska ; il a également lancé le programme Superfund sur le nettoyage des sites pollués, et encouragé les Américains à une consommation de ressources plus responsable dans un contexte de choc pétrolier.
Dès les années 1980, la Californie a été pionnière dans la protection de l'environnement avec plusieurs parcs éoliens (Altamont Pass, Tehachapi Pass, comté de Solano) et la centrale solaire de Daggett. En 1998 est mis en place le Leadership in Energy and Environmental Design, un système nord-américain de standardisation de bâtiments à haute qualité environnementale créé par le US Green Building Council (en).
À partir de 1989, l’industrie fossile a lancé une virulente campagne de lobbying climatosceptique, recrutant notamment des scientifiques pour contester les effets des gaz à effet de serre, lesquels sont massivement apparus dans les médias.

### XXIesiècle
Depuis plusieurs années, les projets de restauration des milieux naturels sont en cours : c'est le cas pour les milieux humides des Everglades, du Colorado, de la Columbia, des baies de Chesapeake et de San Francisco.
Le 17 avril 2009, l'agence américaine de l'environnement (EPA) reconnaît publiquement le caractère dangereux de six gaz à effet de serre. Selon une étude de sociologues publiée en mai 2009, 71 % des sondés estiment que le changement climatique est en train de se produire, 55 % pensent que la cause en est humaine, et les trois quarts déclarent qu'il représente une menace sérieuse. Le 26 juin 2009, le Congrès américain vote le Clean energy and Security Act qui prévoit une réduction des gaz à effet de serre.

### Acteurs

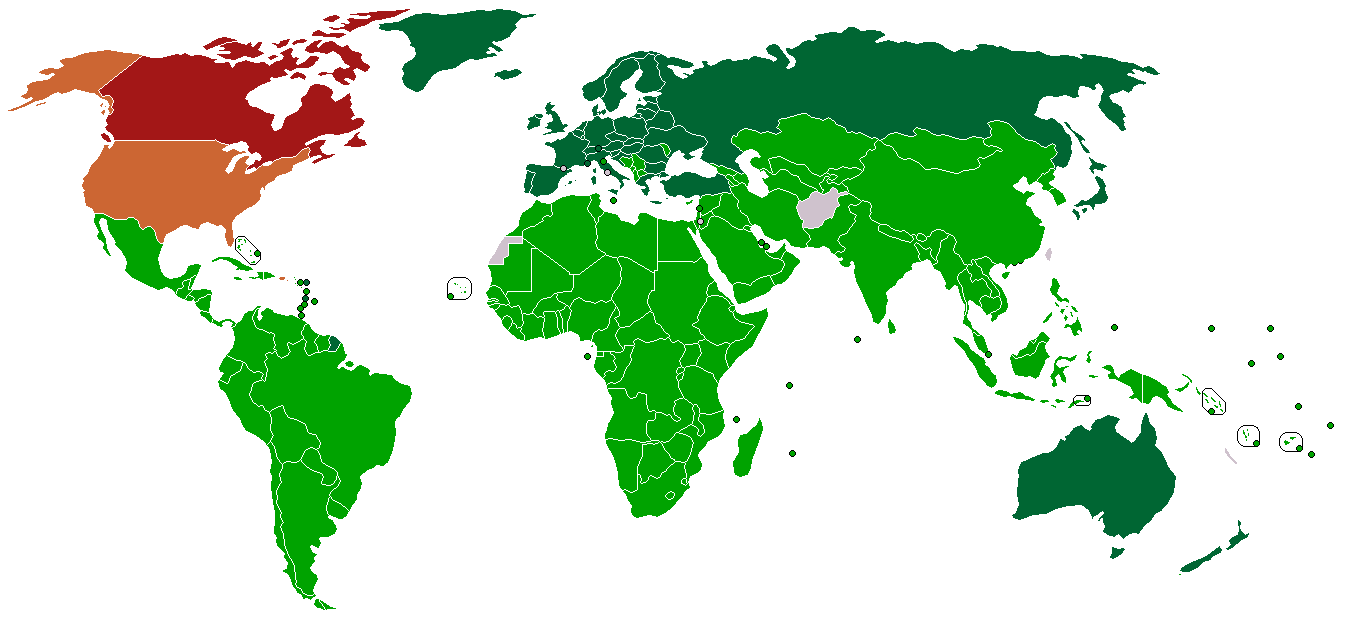
Participation au protocole de Kyoto en janvier 2011 :
Pays ayant ratifié le protocole
Pays signataires refusant pour l'instant de le ratifier
Pays s'étant retiré du protocole
Pays encore non signataires

Les États-Unis sont un pays fédéral, ce qui signifie que les pouvoirs locaux ont d'importantes compétences politiques. Ainsi, de nombreux maires américains s'engagent à atteindre voire dépasser les objectifs du protocole de Kyoto, bien que le gouvernement fédéral ne l'ait pas ratifié. D'autre part, dans une nation où l'initiative individuelle est essentielle, la préservation du cadre de vie est prise en charge par les particuliers et les associations locales[réf. nécessaire]. Les États-Unis hébergent le plus grand nombre de militants climato-sceptiques.

#### Au niveau national

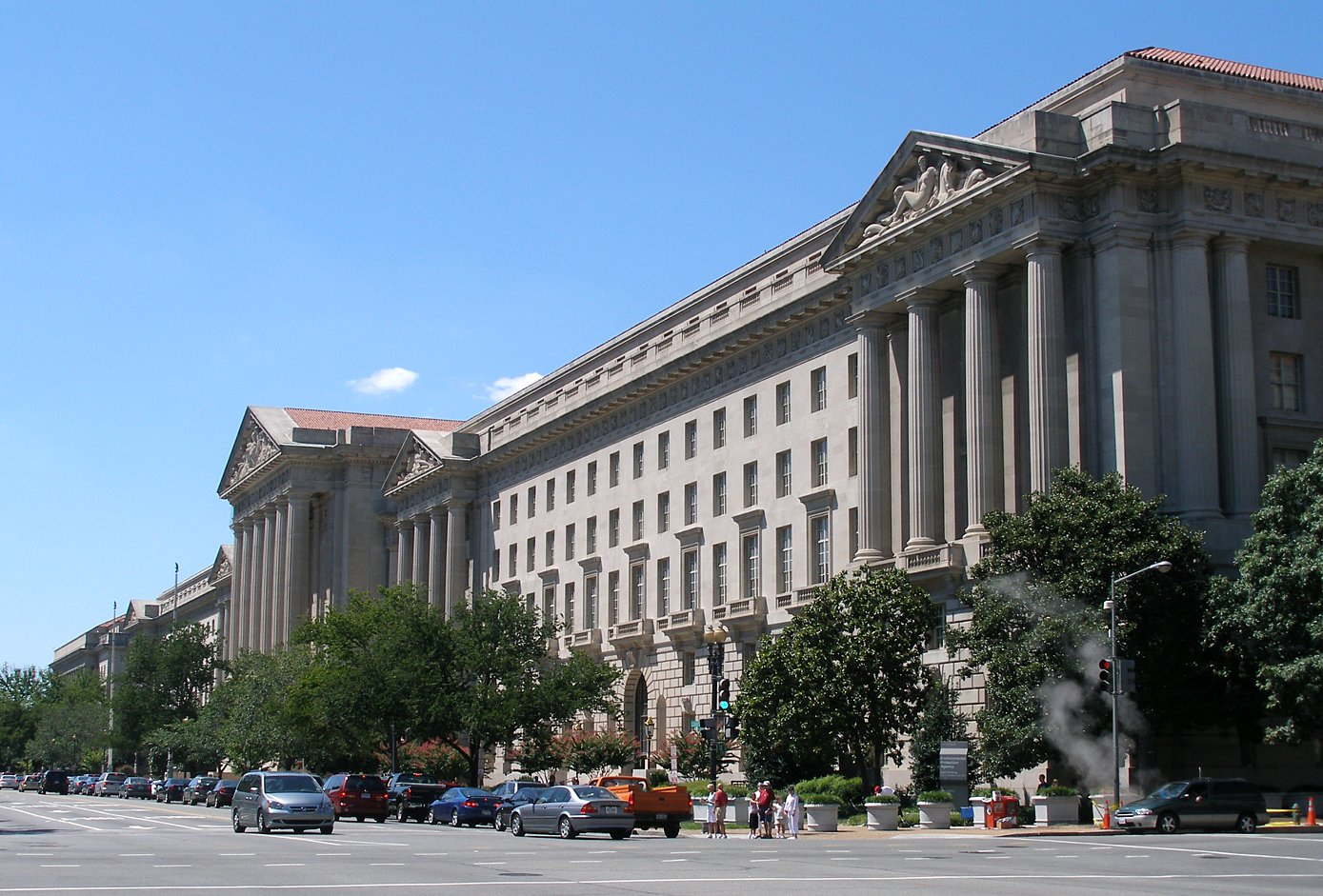
Le siège de l'EPA à Washington, D.C.

- État fédéral, commissions du Congrès
- L’Agence de protection de l'environnement des États-Unis (EPA) est une agence indépendante du gouvernement américain chargée d'étudier et de protéger la nature et la santé des citoyens des États-Unis. Aujourd’hui, elle emploie environ 17 000 personnes[60], elle compte dix bureaux régionaux[61] et 17 centres de recherche. En 2008, ses ressources budgétaires sont de 7,471 milliards de dollars[62].
- Le National Park Service (NPS) est une agence fédérale qui gère les 58 parcs nationaux et d'autres sites de préservation. Il emploie plus de 20 000 personnes aux États-Unis et fait appel à quelque 154 000 bénévoles[40]. Le NPS administre 391 sites[40]. Il est responsable d'un ensemble qui englobe environ 342 000 km², soit 3,6 % de la superficie des États-Unis[40] ou l'équivalent de la surface d'un pays comme la Finlande. Le plus grand parc national est le Parc national de Wrangell-St. Elias en Alaska qui mesure 53 000 km²[40]. En 2007, l'ensemble des sites du NPS a attiré quelque 272 millions de visiteurs[40].

#### À l'échelon local et des États
- municipalités,
- associations, ONG : la mobilisation pour la protection de la nature et des ressources naturelles existe depuis les années 1960 aux États-Unis[63].

| Nom                                  | Siège                      | Date de fondation | Nombre de membres | Site web                            |
| ------------------------------------ | -------------------------- | ----------------- | ----------------- | ----------------------------------- |
| Natural Resources Defense Council    | New York                   | 1970              | +1 200 000,       | http://www.nrdc.org/                |
| Société nationale Audubon            | New York, Washington, D.C. | 1905              |                   | http://www.audubon.org/             |
| Defenders of Wildlife                | Washington, D.C.           | 1947              | +0500 000,        | http://www.defenders.org/           |
| Blacksmith Institute                 | New York, Londres          | 1999              |                   | http://www.blacksmithinstitute.org/ |
| The Nature Conservancy               | Arlington (Virginie)       | 1951              | +1 000 000,       | http://www.nature.org/              |
| Green For All                        | Oakland                    | 2007              |                   | http://www.greenforall.org/         |
| Rainforest Action Network            | San Francisco              | 1985              |                   | http://ran.org/                     |
| Sierra Club                          | San Francisco              | 1892              | +1 300 000,       | http://www.sierraclub.org/          |
| The Wilderness Society               | Washington, D.C.           | 1935              | +0350 000,        | http://wilderness.org/              |
| Rainforest Alliance                  | New York                   | 1987              | +0035 000,        | http://www.rainforest-alliance.org/ |
| Acterra                              | Palo Alto                  | 1970              |                   | http://www.acterra.org/             |
| United States Climate Action Network |                            | 1989              |                   | http://www.usclimatenetwork.org/    |
| Eco-cycle                            | Boulder (Colorado)         | 1976              |                   | http://www.ecocycle.org/            |
| Environmental Defense Fund           | New York                   | 1967              |                   | http://www.edf.org/home.cfm         |

- universités, laboratoires et chercheurs : le Toxic 100 Air Polluters Index, établi depuis 2002 par l'université de Massachusetts à Amherst, mesure la pollution atmosphérique des entreprises industrielles aux États-Unis en se fondant sur les préconisations du Clean Air Act et de l'agence pour la protection de l'environnement[70].
- entreprises : plusieurs entreprises américaines soignent leur image en se préoccupant de leur empreinte écologique[58].
- particuliers

### Politiques
Les principales lois fédérales de protection de l'environnement sont :
- 1963 : Clean Air Act (loi sur la qualité de l’air).
- 1964 : Wilderness Act (loi sur les aires protégées).
- 1969 : National Environmental Policy Act (NEPA : stratégie nationale de préservation de l’environnement).
- 1972 : Federal Water Pollution Control Act (loi sur la pollution des eaux).
- 1972 : Coastal protection Act (loi « littorale »).
- 1972 : Federal Pesticide Act (loi sur les pesticides, amendée en 1988 et 1994).
- 1974 : Forest and Rangeland Renewable Ressource Planning Act (loi relative à la gestion forestière et des autres ressources végétales renouvelables comme les pâturages).
- 1977 : Clean Water Act (loi sur l’eau, révision de la loi de 1972).
- 1977 : Surface Mining Control and Reclamation Act (loi sur la restauration environnementale des anciens sites miniers).
- 1980 : Comprehensive Environmental Response, Compensation, and Liability Act (Loi générale relative aux risques, dégâts et responsabilités en matière d’environnement).
- 1990 : Clean Air Act (révision de la loi de 1963).
- 2022 : Inflation Reduction Act (subventions pour réduire les émissions de gaz à effet de serre).

Le Président Obama a multiplié la surface d'aires protégées. À la suite de son élection, Donald Trump nomme des conseillers ultraconservateurs et climatosceptiques et annonce en juin 2017 la sortie de l'accord de Paris sur le climat.
L’administration Trump prend des mesures en 2018 pour étendre considérablement le forage en mer dans les eaux américaines. Le ministère de l’Intérieur propose d’ouvrir presque entièrement le littoral du pays au forage. Après trois années de présidence, Donald Trump a fait supprimer 64 lois et règlements de protection de l’environnement.

### Actions individuelles
- Manifestations, pétitions, investissements dans les technologies propres
- Opinion publique

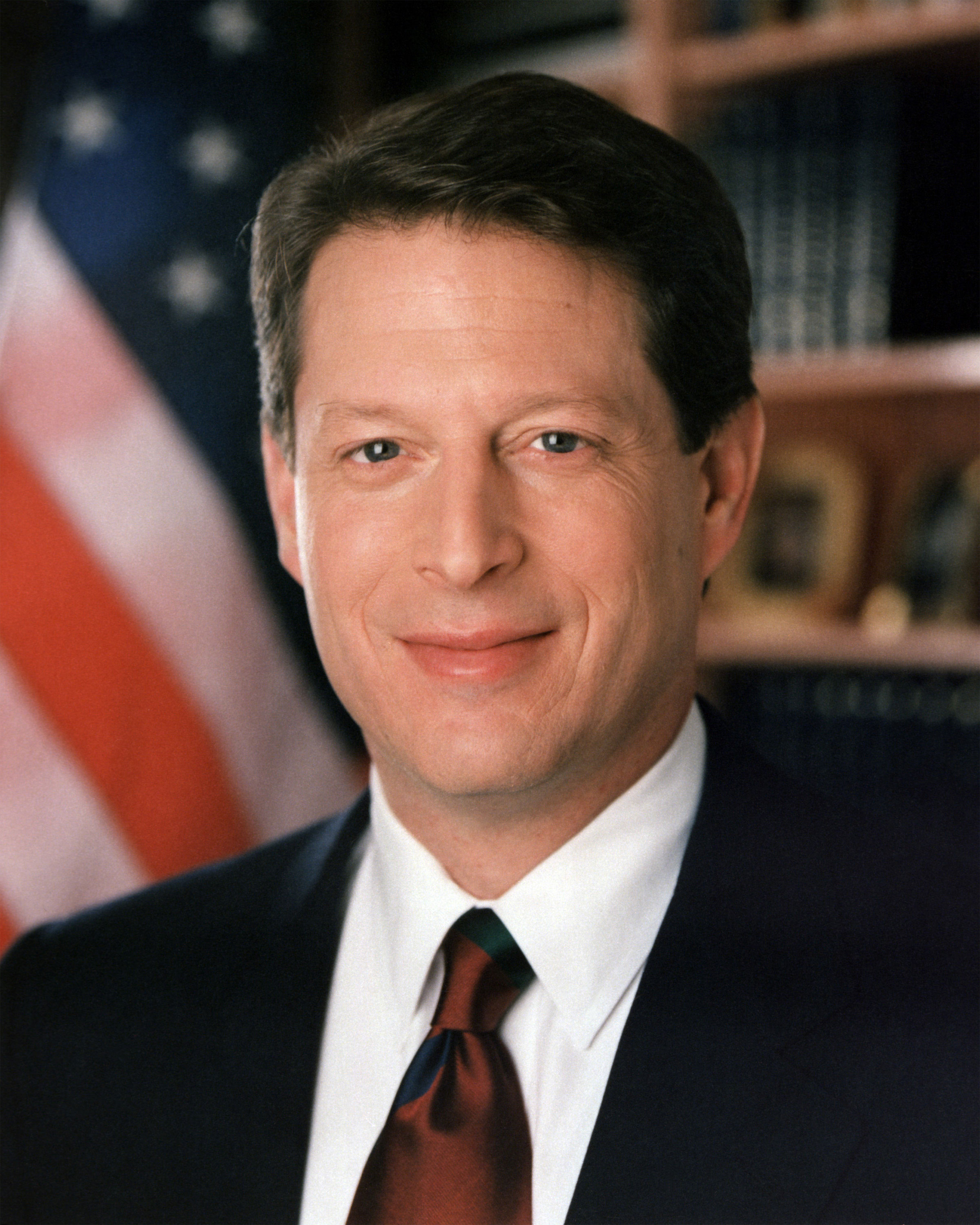
Al Gore

En 2008, le milliardaire texan T. Boone Pickens, magnat du pétrole, a commandé auprès de General Electric 667 turbines éoliennes pour deux milliards de dollars.
Les notions de protection de l'environnement et de lutte contre l'effet de serre sont devenues des objets de discussion aux États-Unis : les médias s'en sont emparées, les publications d'universitaires et de scientifiques sont nombreuses. Des personnalités de la sphère publique militent pour la réduction des GES :
- Hommes et femmes politiques :
  - Le sénateur républicain John McCain
  - L'ex vice-président Al Gore : il intervient dans un film réalisé par David Guggenheim, An Inconvenient Truth (Une vérité qui dérange). Présenté au Festival du film de Sundance et au Festival de Cannes de 2006, ce film montre les effets dramatiques du réchauffement climatique sur la planète Terre. Il rencontre un grand succès public aux États-Unis pendant l'été 2006 et est sorti en France le 11 octobre 2006. Le livre de Gore publié en 1992, Earth in the Balance, traitait déjà d'un certain nombre de sujets touchant l'environnement, et se classa dans la liste des bestsellers du New York Times. Plus tard, quand Gore entra au congrès, il initia la première audition du congrès, y emmena des climatologues et commença à débattre de ce sujet avec les représentants élus[74]. Il pensait qu'une fois les législateurs au courant de l'incontestable évidence, ils seraient conduits à l'action ; pourtant finalement, le processus fut lent voire laborieux.
  - Nancy Pelosi affirme son soutien au Protocole de Kyoto[75].
  - L'ancien président des États-Unis Bill Clinton a fondé la Clinton Climate Initiative en 2006 afin de lutter contre le réchauffement climatique
  - Steven Chu, secrétaire à l'énergie de Barack Obama
  - Lisa Jackson, administratrice de l'EPA
  - Henry Waxman, président de la commission de l'énergie et du commerce à la Chambre des Représentants
  - Bernie Sanders, promoteur d'un Green New Deal
  - Alexandria Ocasio-Cortez
- Autres personnalités américaines qui s'engagent pour le développement durable et la protection de l’environnement :
  - Angela Lindvall
  - Joan Baez
  - Bruce Kershner
  - Wallace Stegner
  - Leo Drey
  - Ed Sanders
  - Steven Seagal
  - En 2006, le patron de Virgin, Richard Branson, a promis d'investir trois milliards de dollars pour développer des carburants alternatifs[76].
  - Thomas Friedman, chroniqueur
  - Les acteurs américains Cameron Diaz et Leonardo DiCaprio s'engagent pour promouvoir la voiture hybride Toyota Prius[77]. Ce dernier a produit le film documentaire La 11e heure, le dernier virage.
  - Bill Gates investit dans l'entreprise de raffineries bio Pacific Ethanol.
  - Shai Agassi
  - Kevin Conrad
  - James Hansen, climatologue de la NASA
  - Eric Lombardi, directeur d'Eco-Cycle
  - Susan Solomon chercheuse à la NOAA
  - Renée Vellvé, confondatrice de GRAIN

Des mouvements écologistes, bien que non violents, ont fait l'objet d'une répression de la part du FBI (surveillance et arrestations de militants).

### Développement durable par secteur d'activité
Selon American Solar Energy, il y aurait 8,5 millions d'emplois verts aux États-Unis en 2008.
- agriculture biologique
- pêche
- industrie
- écotourisme
- transports : depuis 2008, Washington puis Boston et New-York ont mis en place des Vélos en libre-service.
- écoconstruction et villes durables.

#### Énergie
La Californie est le troisième état pour l'énergie éolienne : la production se concentre sur trois sites. Le premier, Altamont Pass, compte aujourd'hui plus de 4 800 éoliennes d'une capacité totale de 5,76 MW. Il s'agit de la plus grande concentration d'éoliennes du monde. Le deuxième, San Gorgonio Pass près de Palm Springs possède plus de 3 500 éoliennes d'une capacité supérieure à 615 MW. Le troisième, Tehachapi Pass dans le comté de Kern (sud de la Californie) produit l'électricité nécessaire à 500 000 personnes. Le 27 octobre 2009, le président Barack Obama a inauguré la plus grande centrale solaire des États-Unis à Miami. Équipée de plus de 9 000 panneaux, celle-ci va permettre d'éclairer plus de 3 000 foyers. Une autre centrale solaire solaire se trouve sur la base aérienne Nellis dans l'État du Nevada. Fin octobre 2010, le gouvernement américain a donné son autorisation pour construire la plus grande installation solaire du monde en Californie près de Blythe. Composée de quatre centrales solaires de 250 mégawatts chacune, elle pourra produire jusqu'à 1 000 mégawatts d’électricité. Le projet de la firme Solar Millennium LLC couvrira quelque 2 842 hectares.
Les principales centrales solaires aux États-Unis :
| Nom de la centrale                              | Localisation          | État       | Date de mise en service | Superficie en m² | Puissance en MW | Nombre de panneaux |
| ----------------------------------------------- | --------------------- | ---------- | ----------------------- | ---------------- | --------------- | ------------------ |
| Alamosa photovoltaic power plant (en)           | Nouveau-Mexique       | 2007       | +0340 000,              | 8,22             | ?               |                    |
| Centrale solaire de Kimberlina                  | Bakersfield           | Californie | ?                       | ?                | 5,5             | ?                  |
| Nellis Solar Power Plant                        | Nellis Air Force Base | Nevada     | 2007                    | +0570 000,       | 14              | +070 000,          |
| Nevada Solar One                                | Boulder City          | Nevada     | 1991                    | ?                | 64              | +180 000,          |
| Solar Energy Generating Systems                 | Kramer Junction       | Californie | 1984-1991               | +6 500 000,      | 354             | +936 384,          |
| DeSoto Next Generation Solar Energy Center (en) | Comté de DeSoto       | Floride    | 2009                    | +0700 000,       | 25              | +090 000,          |

Les États-Unis sont devenus les leaders de l'énergie éolienne en 2008
Les dix premiers pays émetteurs de CO2 dans le monde

### Tri des déchets et recyclage
En 2015, les États-Unis ont produit 262,4 millions de tonnes de déchets, soit 4,5 % de plus qu’en 2010 et 60 % de plus qu’en 1985 selon les données officielles.
Aux États-Unis, l’industrie du recyclage représente 236 milliards de dollars, 1,1 million de salariés et 56 000 entreprises. Barack Obama instaure une journée du recyclage (America Recycles Day) le 15 novembre 2009.
Une grande partie des déchets produits par les États-Unis sont envoyés à l'étranger. En 2018, 81 % des exportations américaines de déchets ménagers ont été expédiés en Asie.
Alors que la Chine décide en 2018 de stopper les importations de déchets plastiques afin de ne plus être la « poubelle du monde », l'industrie du recyclage aux États-Unis s'en trouve bouleversé. Le prix du traitement des déchets augmente considérablement et de nombreuses villes préfèrent incinérer leurs déchets, affectant la qualité de l'air, ou ouvrir des décharges à ciel ouvert, source importante d’émission de méthane.

## Évaluation environnementale globale
Le jour du dépassement (date de l’année, calculée par l'ONG américaine Global Footprint Network, à partir de laquelle l’humanité est supposée avoir consommé l’ensemble des ressources que la planète est capable de régénérer en un an) du pays est le 15 mars. Les États-Unis sont le 2e pays dans ce calendrier, donc l'un des pays dont la consommation dépasse le plus les capacités de la planète.